# 原団地
原団地（はらだんち）は、福岡県福岡市早良区の町名。原団地は、現行の行政地名でもあり、また住宅団地の名称でもある。面積は約18.26ヘクタール。2023年3月末現在の人口は3,425人。郵便番号は814-0023。

## 地理
福岡市の都心部とされる中央区天神等の西南西約6キロメートル、早良区のやや北部に位置する。北で市道鳥飼姪の浜線を挟んで室見と、東及び南で原と、西で金屑川を介して南庄と隣接する。町域内は主に都市再生機構（UR）の住宅地（賃貸の共同住宅）として土地利用がなされており、団地の中心部にスーパーマーケットや商店街、郵便局等の利便施設も配置されている。

### 河川
原団地の西側に金屑川（室見川水系の二級河川）が横断している。河川沿いには遊歩道や公園が整備されている。

主な河川の写真
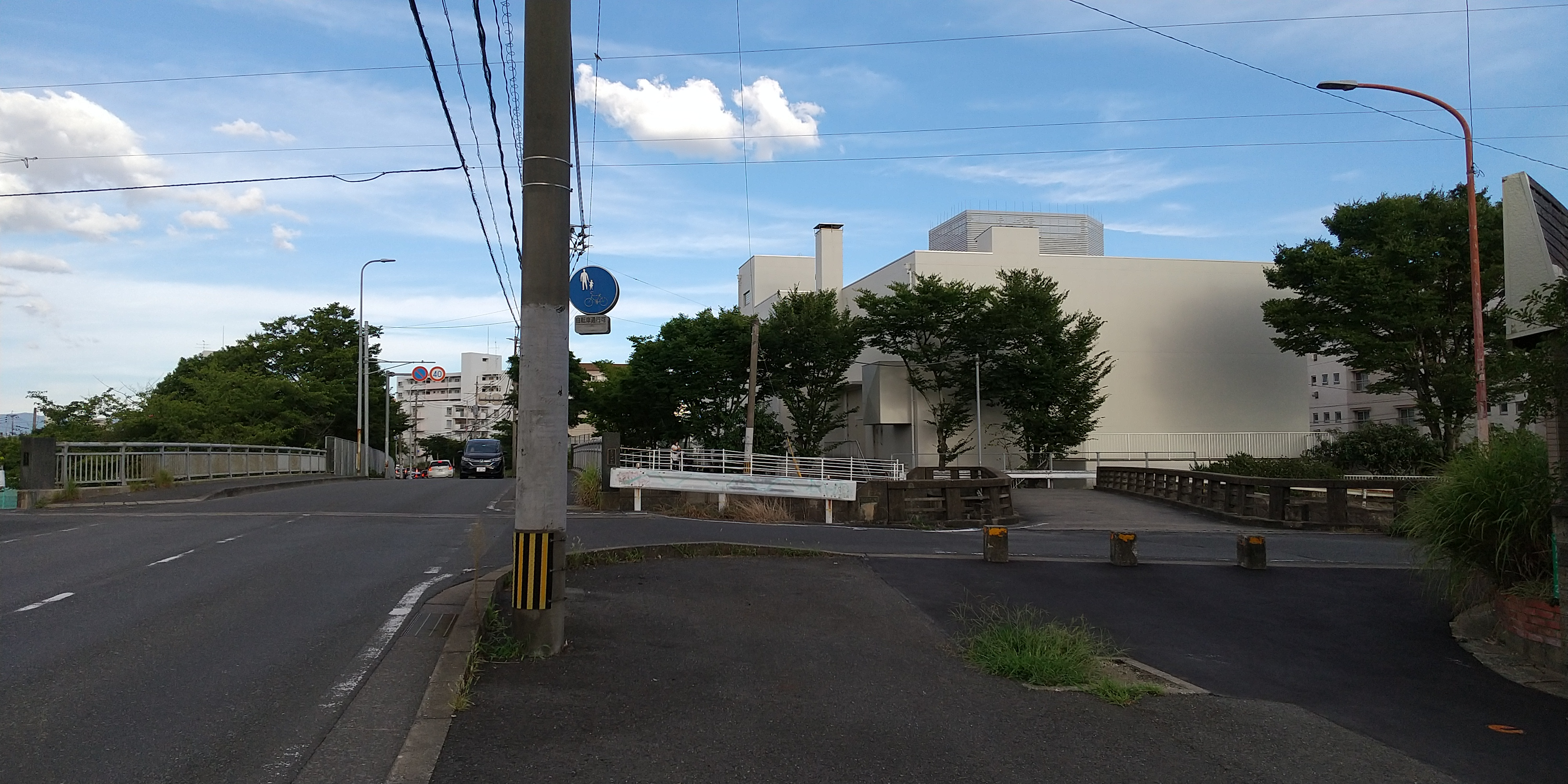
しおみ橋（左）及び西ノ庄橋（右）
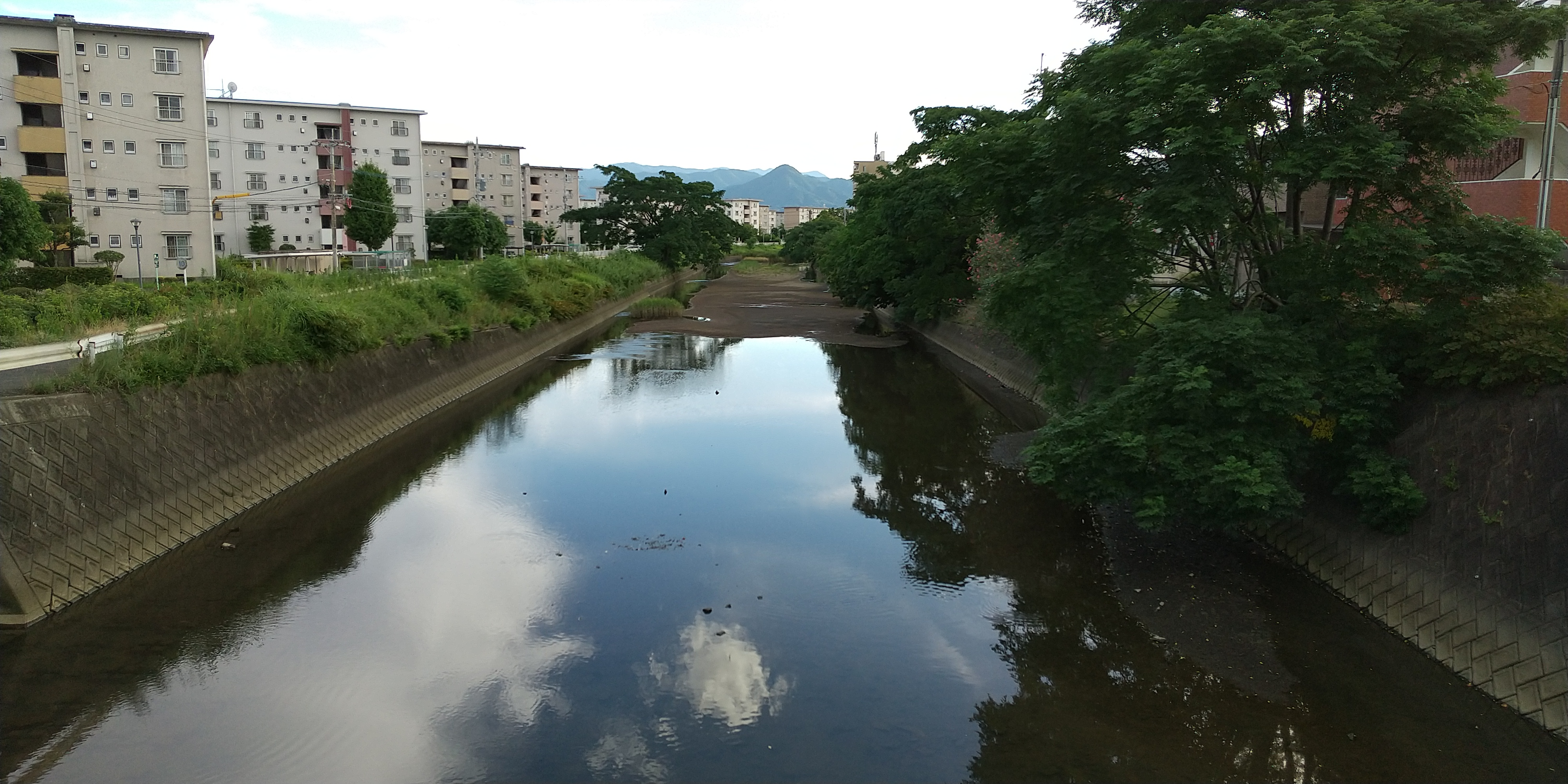
金屑川（西ノ庄橋より上流側、左：原団地、右：南庄）
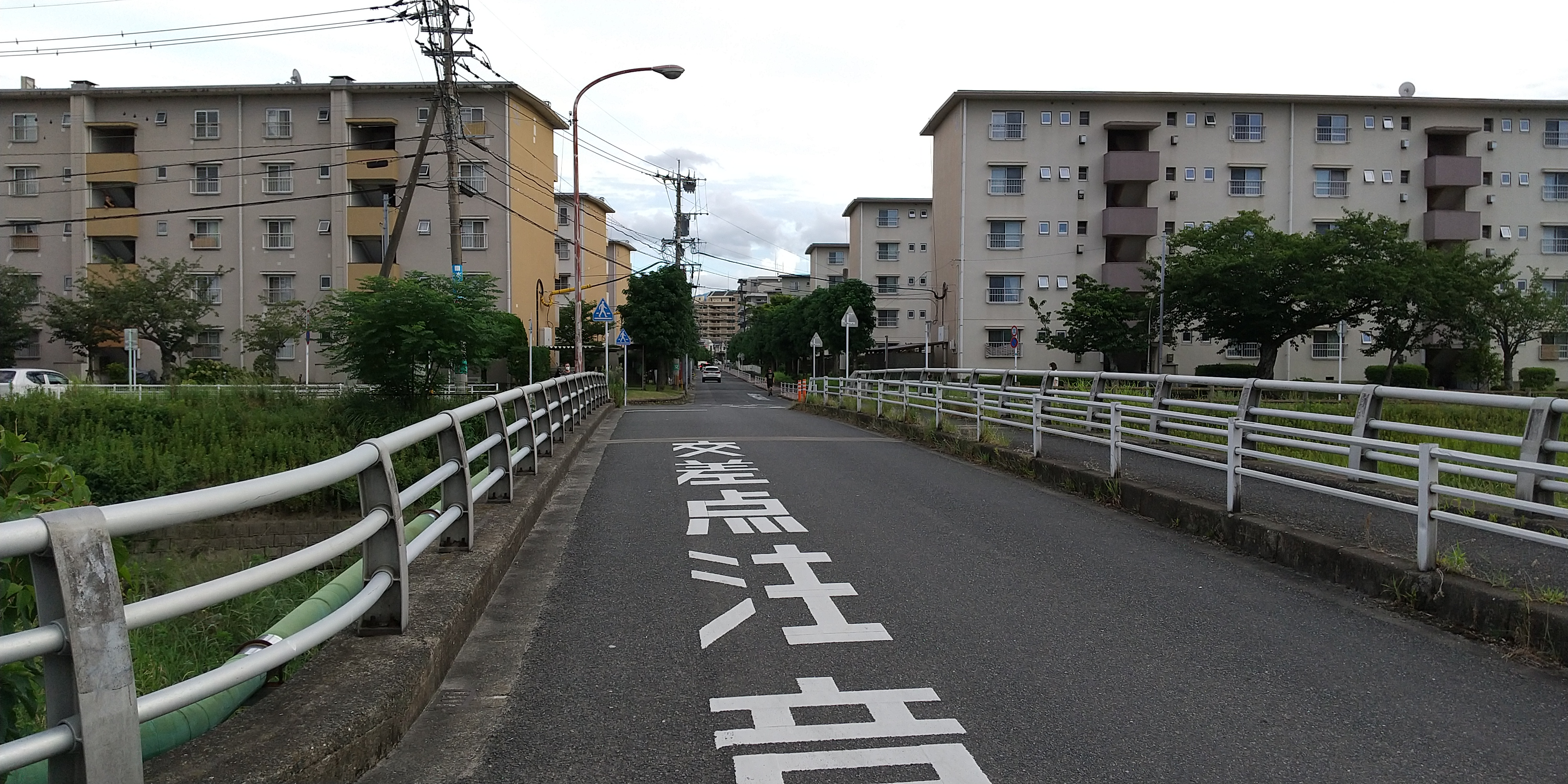
徳摩橋（市道原団地667号線）
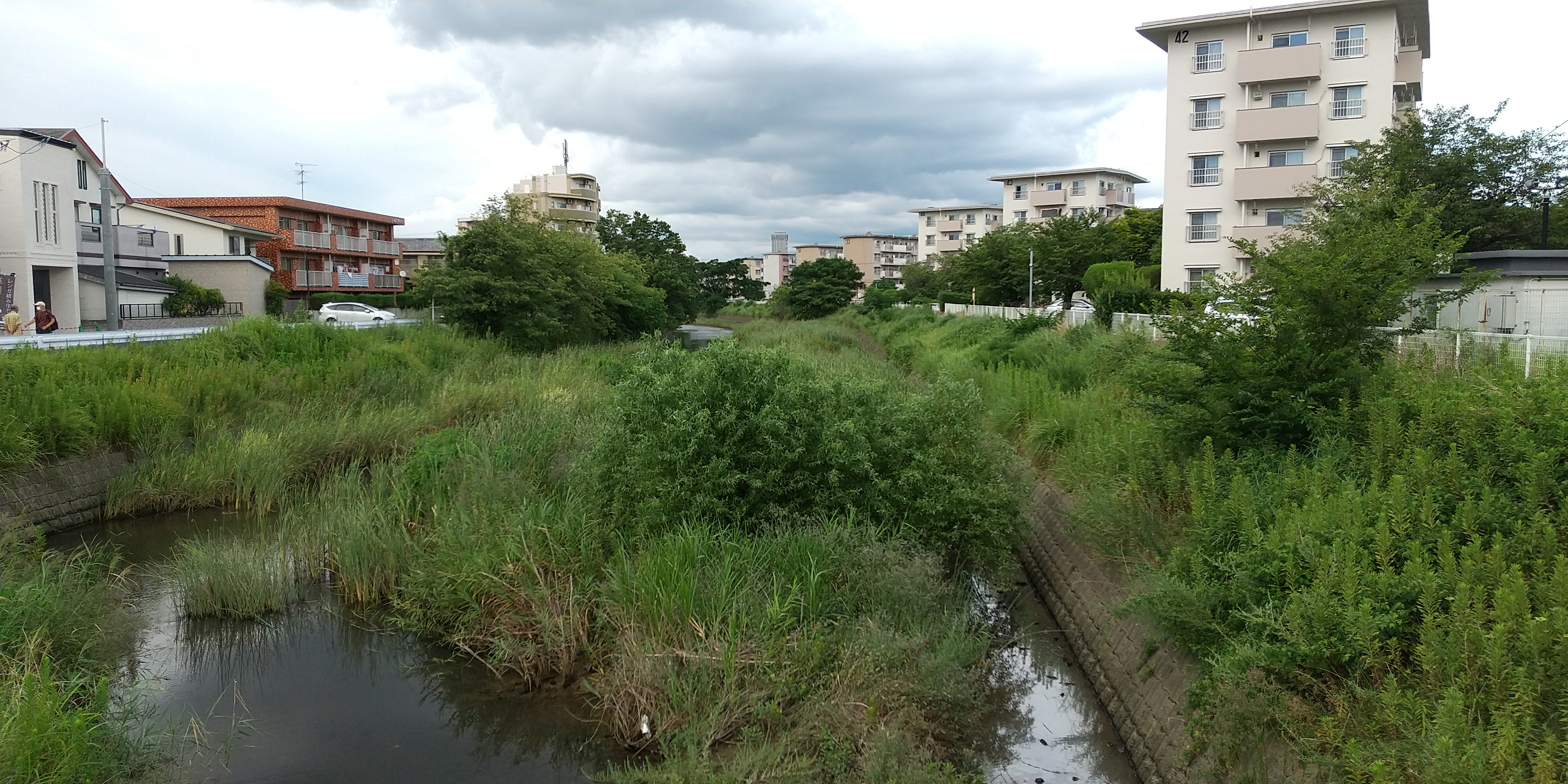
金屑川（徳摩橋より下流側、左：南庄、右：原団地）
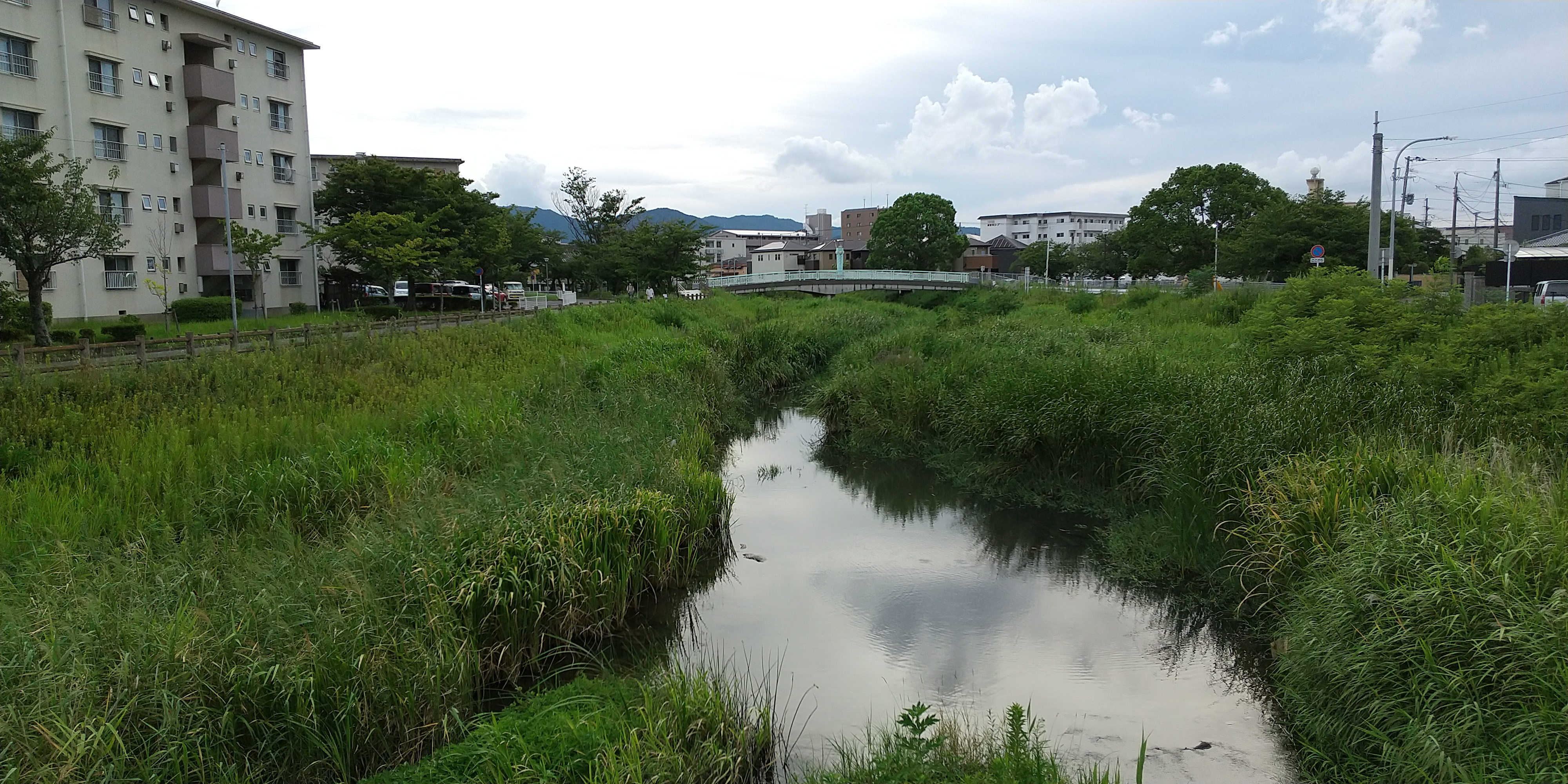
金屑川（徳摩橋より上流側、左：原団地、右：南庄）
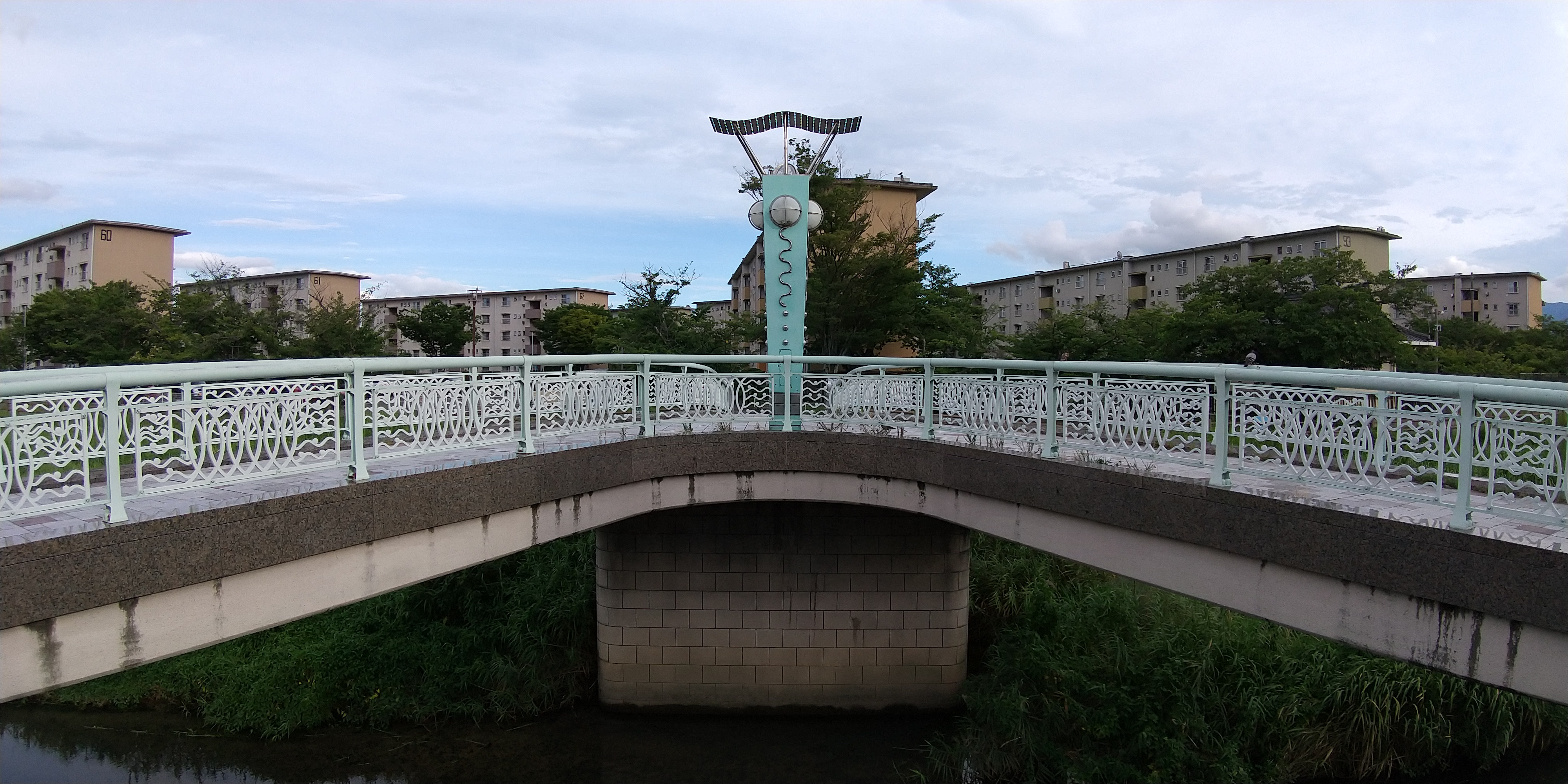
桜花橋（原団地及び南庄）
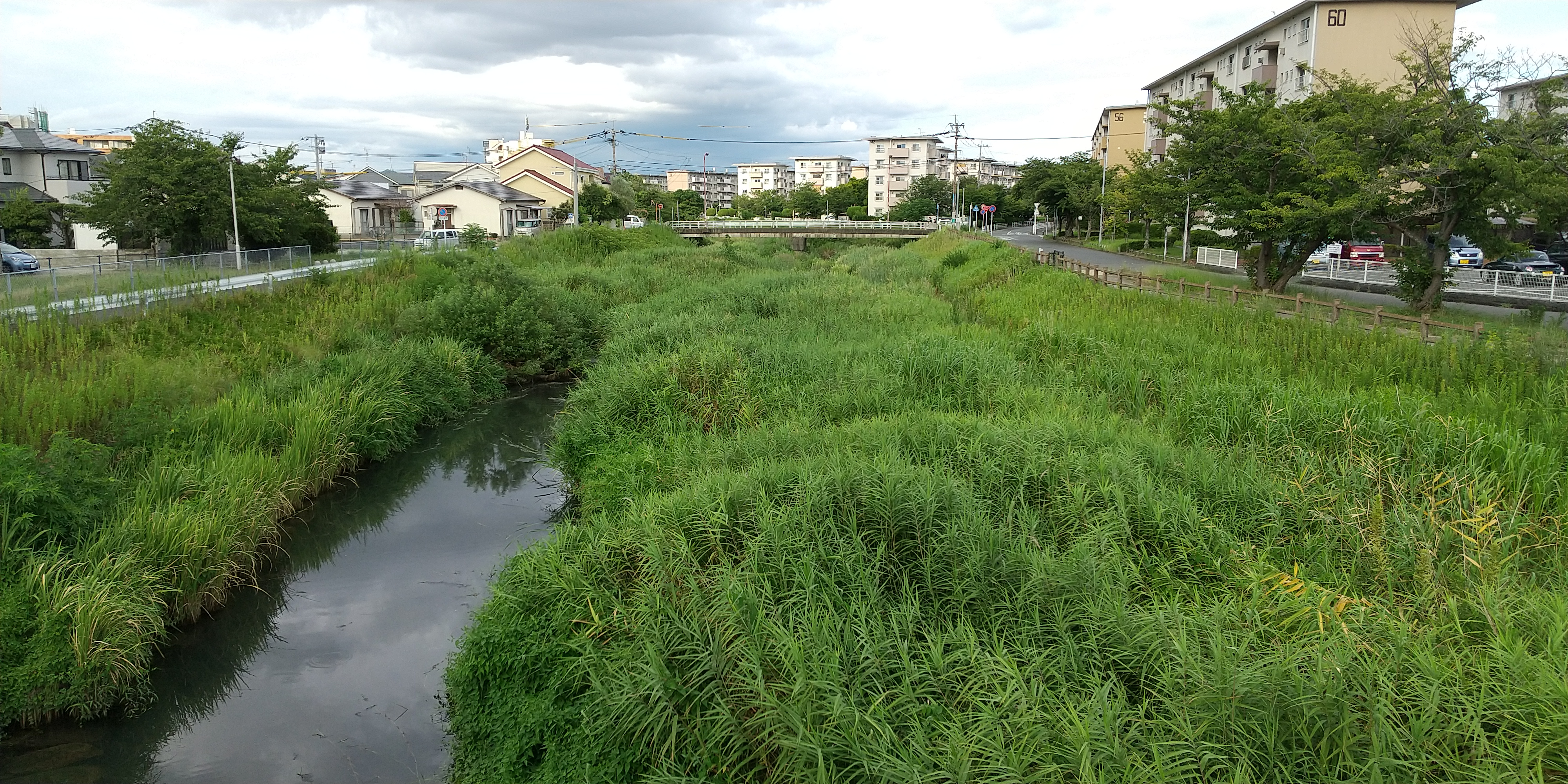
金屑川（桜花橋より下流側、左：南庄、右：原団地)
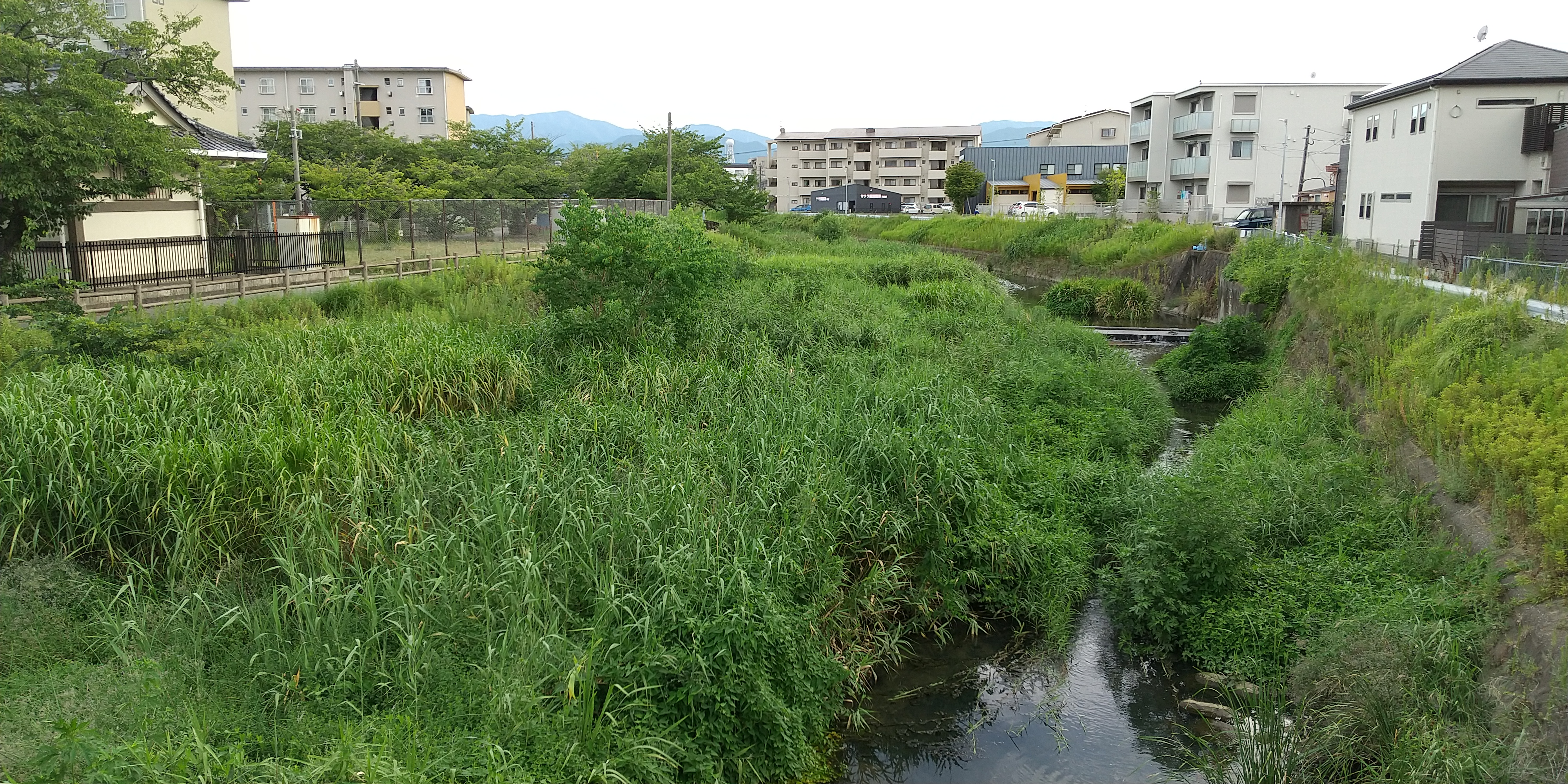
金屑川（桜花橋より上流側、左：原団地、右：南庄）
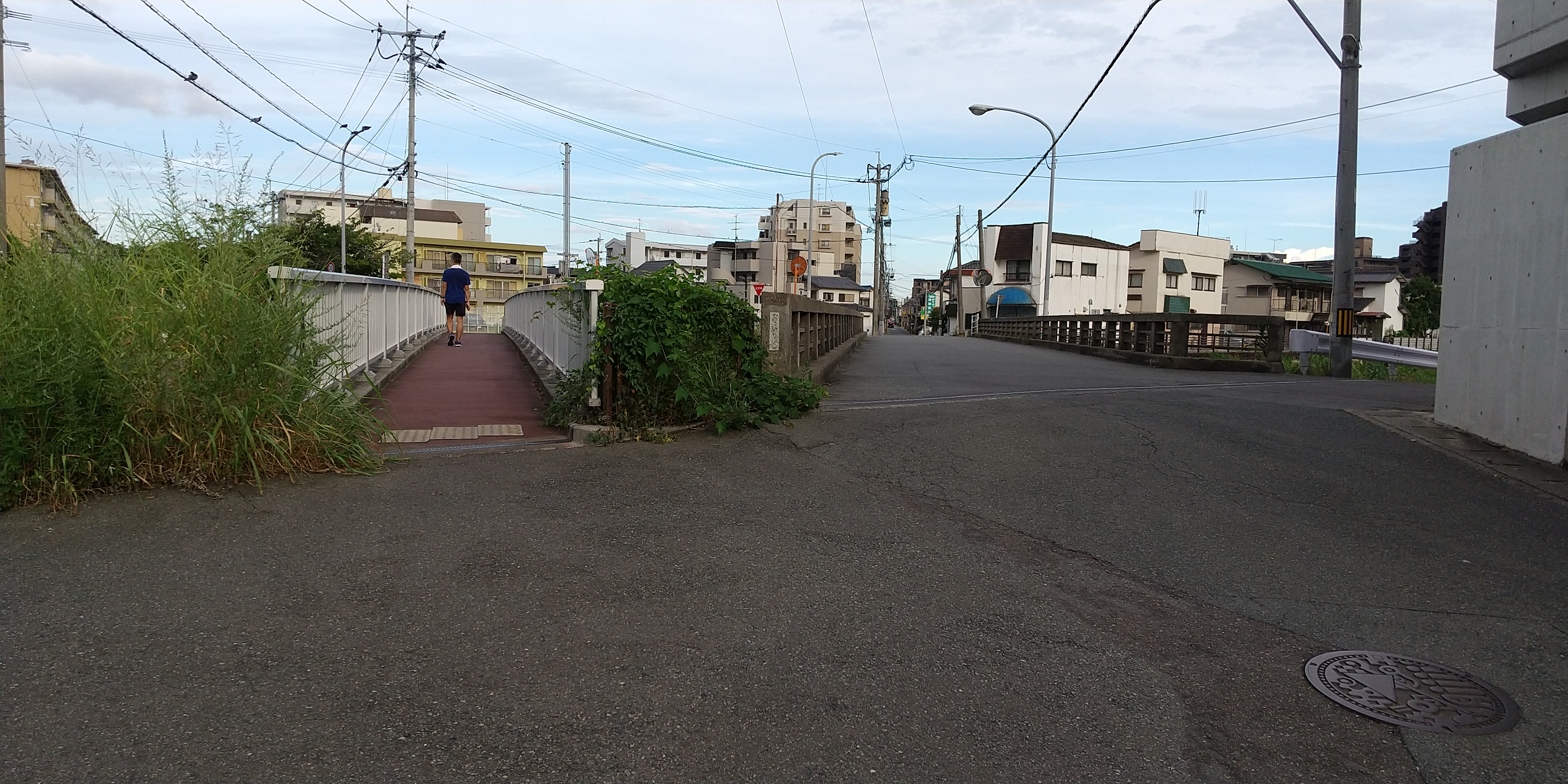
大原橋（市道原南庄線、福岡市早良区原、原団地、南庄、小田部）[注釈 1]
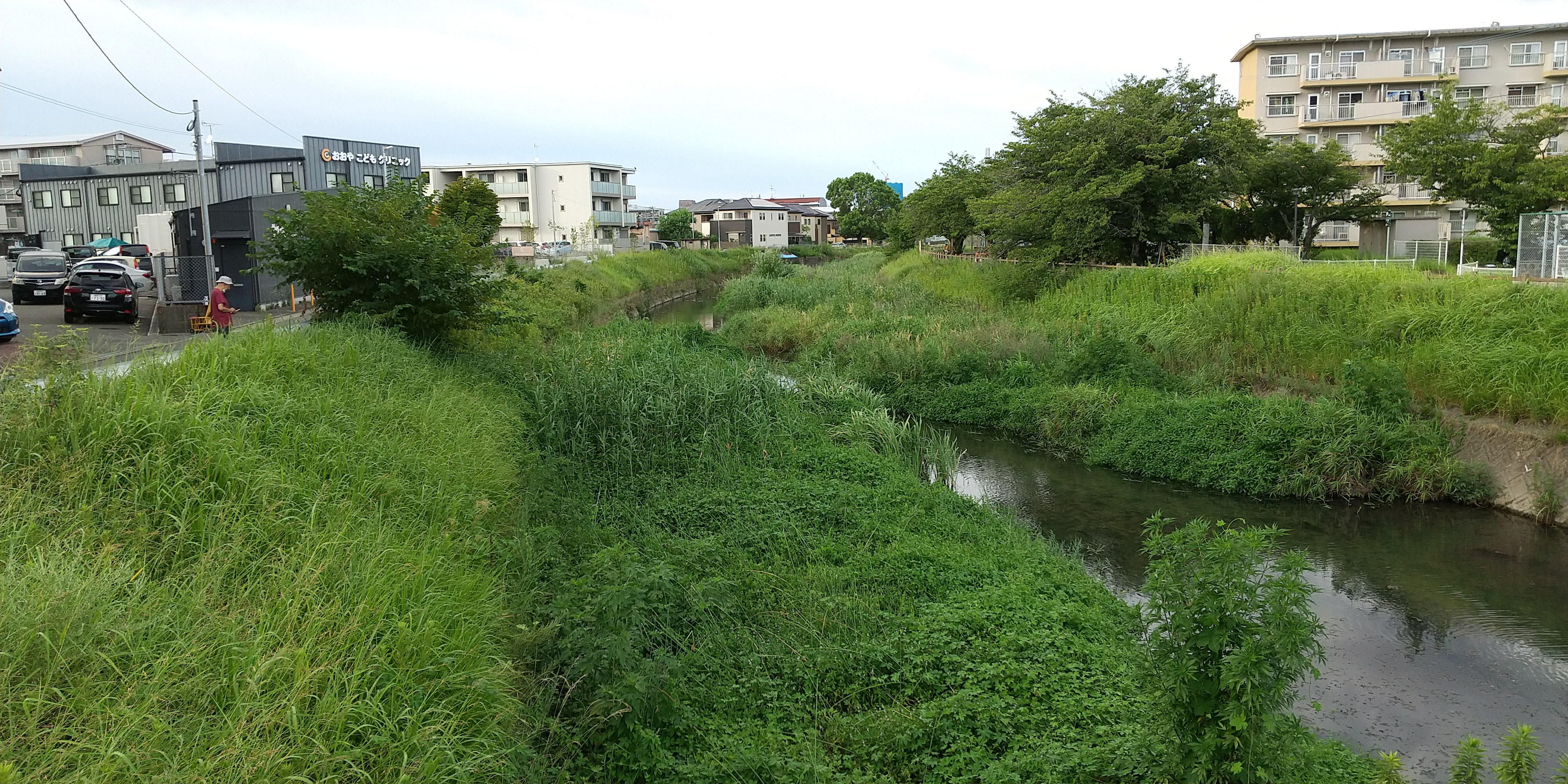
金屑川（大原橋より下流側、左：南庄、右：原団地）

### 都市計画
都市計画に関しては、「福岡市都市計画マスタープラン」において定められた方針については次のとおりである。幹線道路である福岡市道鳥飼姪の浜線の沿道は、商業、業務、サービス施設や中高層住宅などが連続した「沿道軸」に位置付けられている。金屑川の河川沿いが散策・憩いの場となるとともに、緑と広がりのある景観が連続したゆとりと潤いのある水辺空間として「河川緑地軸」に位置付けられている。土地利用については、原団地は大規模な住宅団地などの中層住宅などで形成される「中高層住宅ゾーン」に位置付けられ、良好な住環境の保全・形成や大規模団地などの老朽化に対する適切な対応などがまちづくりの視点とされている。用途地域は、町域の北側に通る鳥飼姪の浜線の道路境界線より概ね50メートルの範囲及び原683号線の南側は第一種住居地域に、これら以外の範囲は第一種中高層住居専用地域に指定されている。

## 語源
地名の「原団地」の「原」については、室町期より見える村名としての「原村」に由来し、1889年（明治22年）から大字名の「原」となり、その一部が1967年（昭和42年）に「原団地」となった。

## 人口
原団地の人口の推移を福岡市の住民基本台帳（公称町別）に基づき示す（単位：人）。集計時点は各年9月末現在である。
- 2001年（平成13年）：4,457
- 2002年（平成14年）：4,391
- 2003年（平成15年）：4,315
- 2004年（平成16年）：4,310
- 2005年（平成17年）：4,279
- 2006年（平成18年）：4,243
- 2007年（平成19年）：4,187
- 2008年（平成20年）：4,156
- 2009年（平成21年）：4,142
- 2010年（平成22年）：4,066
- 2011年（平成23年）：3,969
- 2012年（平成24年）：3,928
- 2013年（平成25年）：3,913
- 2014年（平成26年）：3,830
- 2015年（平成27年）：3,830
- 2016年（平成28年）：3,805
- 2017年（平成29年）：3,703
- 2018年（平成30年）：3,678
- 2019年（令和元年）：3,625
- 2020年（令和2年）：3,554
- 2021年（令和3年）：3,460
- 2022年（令和4年）：3,446

## 交通

### 道路
主な幹線道路は次の通り。

#### 市道
福岡市が管理する市道の主要なものは次のとおりである。
- 鳥飼姪の浜線[注釈 2]
- 原南庄線
- 原683号線

主な幹線道路
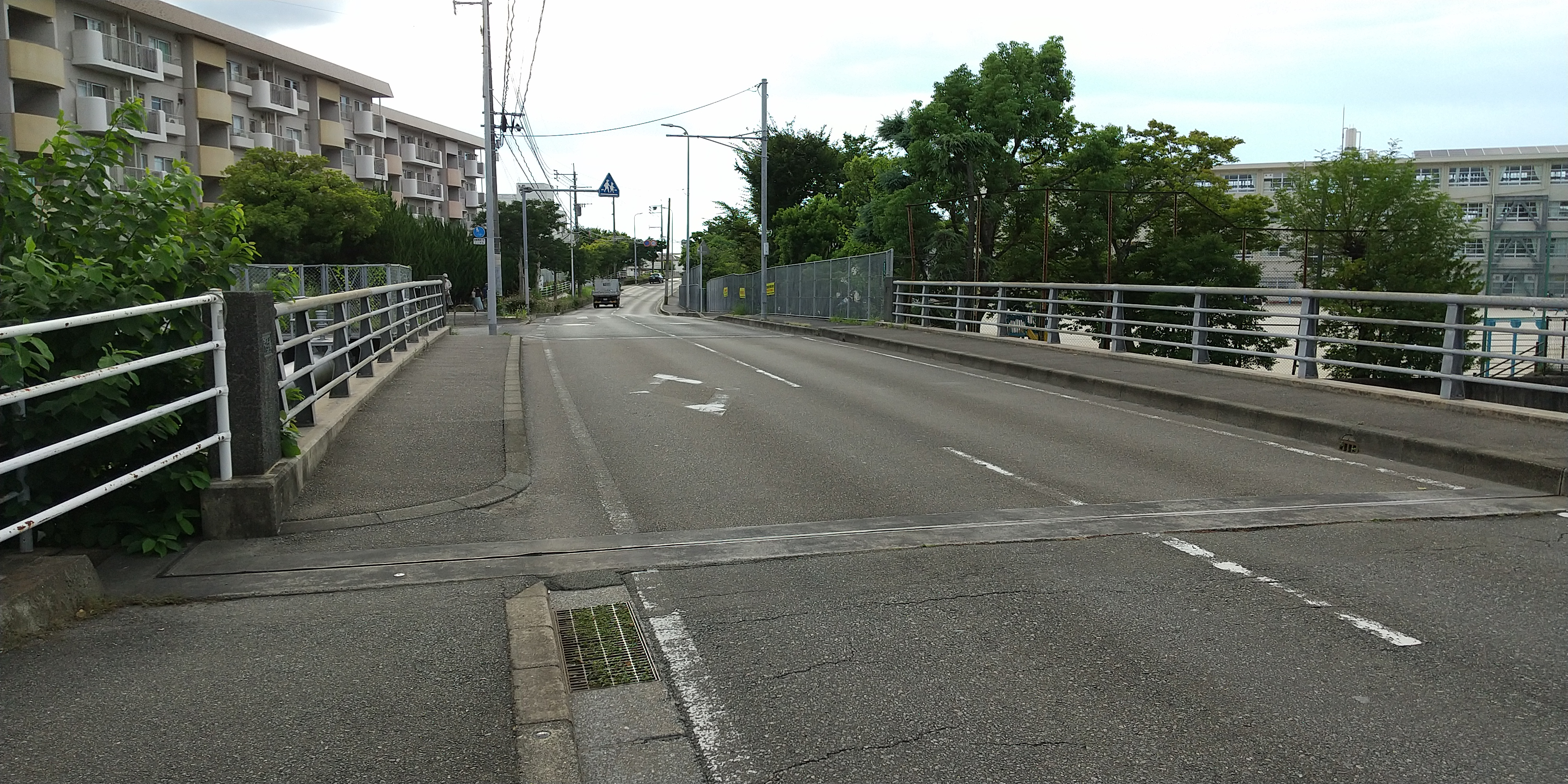
鳥飼姪の浜線、弥生橋の西側、左：原団地、右：室見
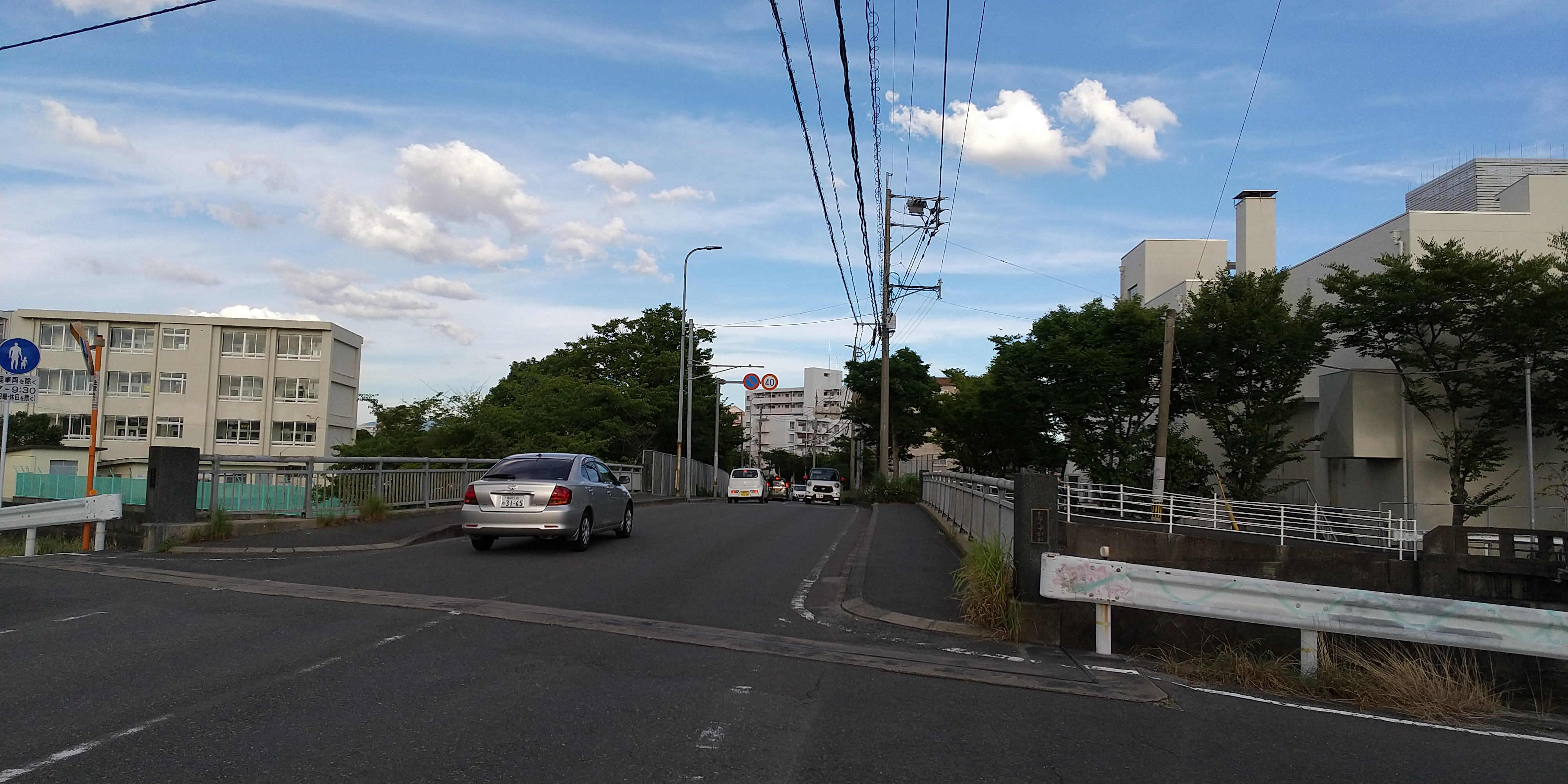
鳥飼姪の浜線、しおみ橋の東側、左：室見、右：原団地
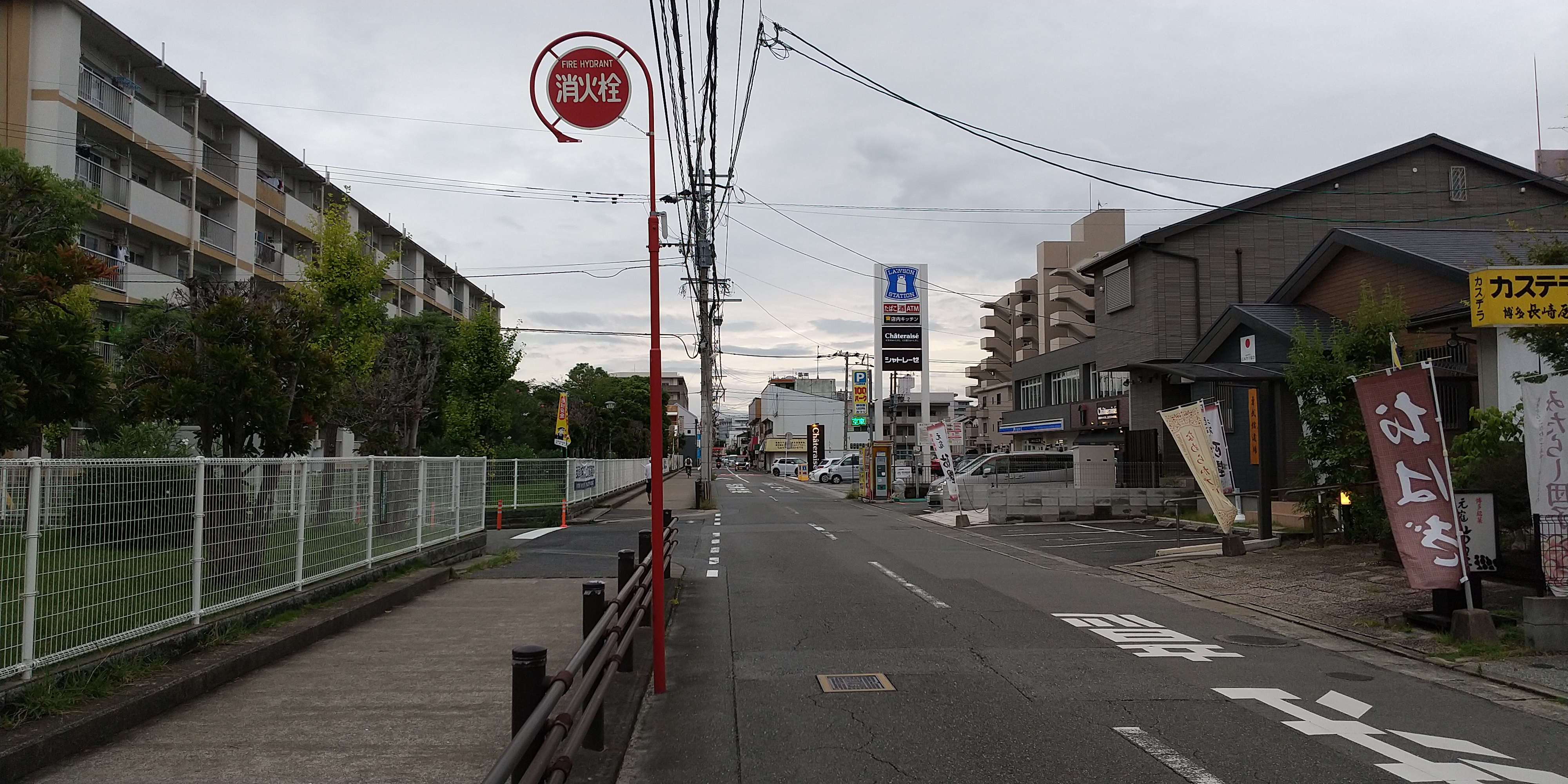
原683号線（左：原団地、右：原）

### 鉄道
町内に鉄道は通っていないが、福岡市交通局が運営する地下鉄の福岡市地下鉄空港線が北方に通っており、最寄りの駅は次の通り。
- 藤崎駅（道程で約1.0から1.9キロメートル）
- 室見駅（道程で約1.1から1.7キロメートル）

### バス
バスについては、西日本鉄道株式会社が運営するバスが運行しており、町内ではないが、最寄りの停留所は次の通り。
- 原団地（原通り沿い、原三丁目、道程で約0.5から0.8キロメートル）
- 原一丁目（原通り沿い、原一丁目）
- 弥生二丁目（原通り沿い、原一丁目及び藤崎二丁目）
- 室見三丁目（鳥飼姪の浜線沿い、南庄一丁目及び室見四丁目）

## 施設

### 公共・公益施設
- 福岡原団地郵便局[注釈 3]
- 原団地集会所[注釈 4]
- 福岡市原第一ポンプ場[注釈 5]

主な公共・公益施設
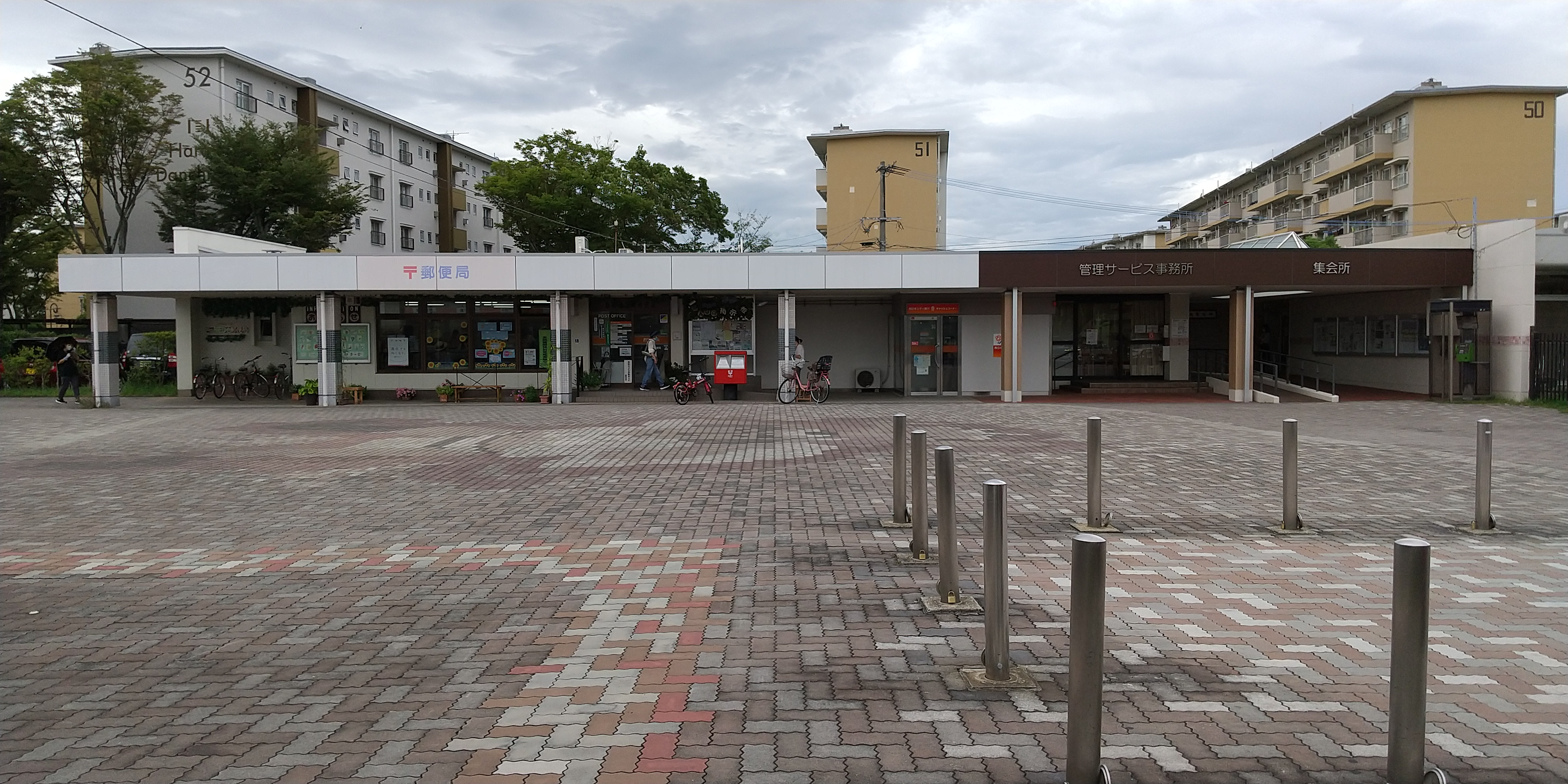
原団地郵便局及び集会所
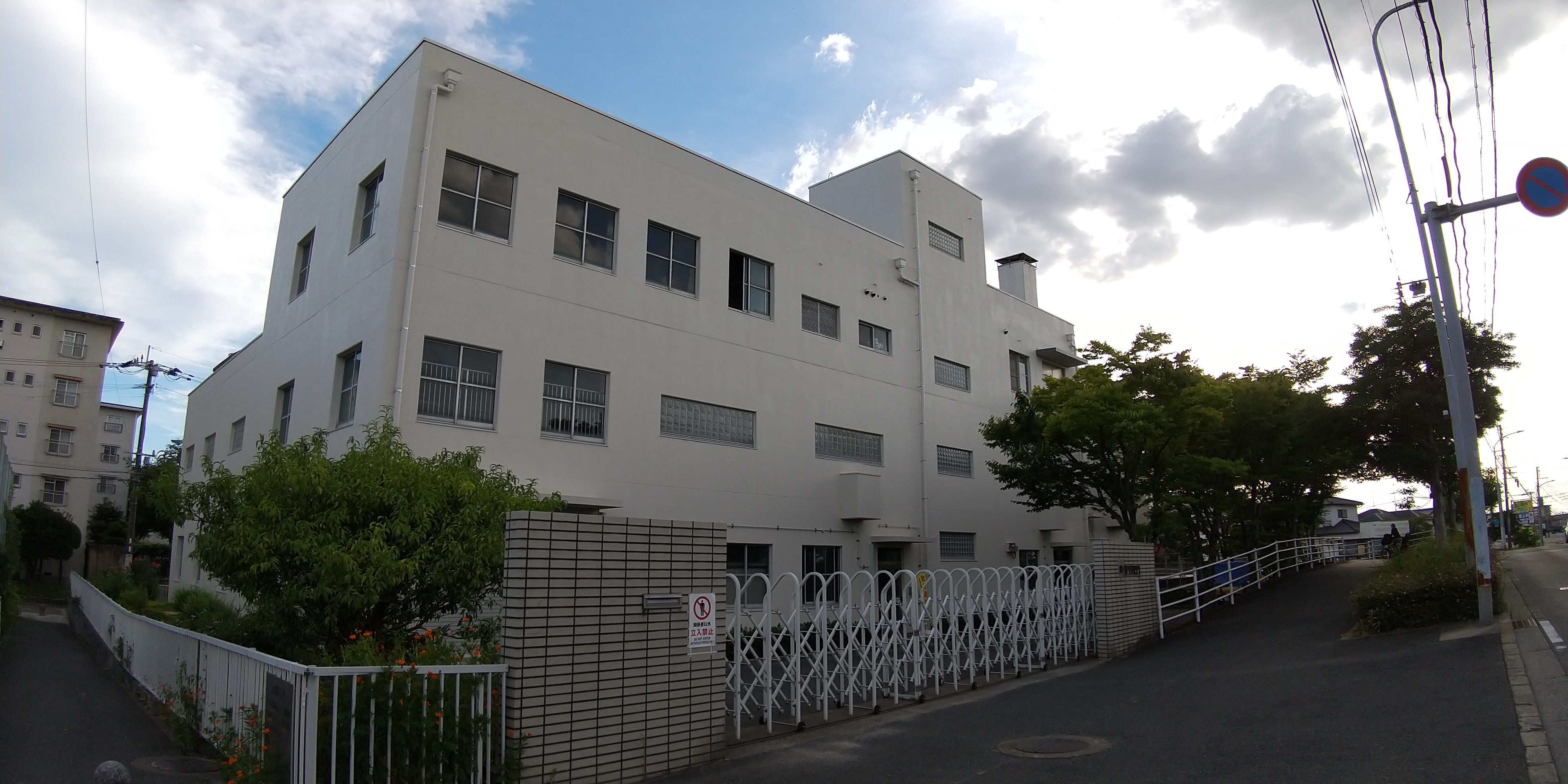
福岡市原第一ポンプ場

### 公園・緑道
- 原団地中央通り（緑道）
- 原団地傘公園[注釈 6]
- 原団地健康広場[注釈 7]
- 原団地樹の公園[注釈 8]
- 原団地汽車公園[注釈 9]
- 原団地あかちゃん公園[注釈 10]
- 原団地リス公園[注釈 11]
- 原団地カバ公園[注釈 12]
- 原団地うま公園[注釈 13]
- 原団地あか公園[注釈 14]
- 原団地グラウンド[注釈 15]
- 金屑川公園（原団地側）[注釈 16]

主な公園・緑道の写真
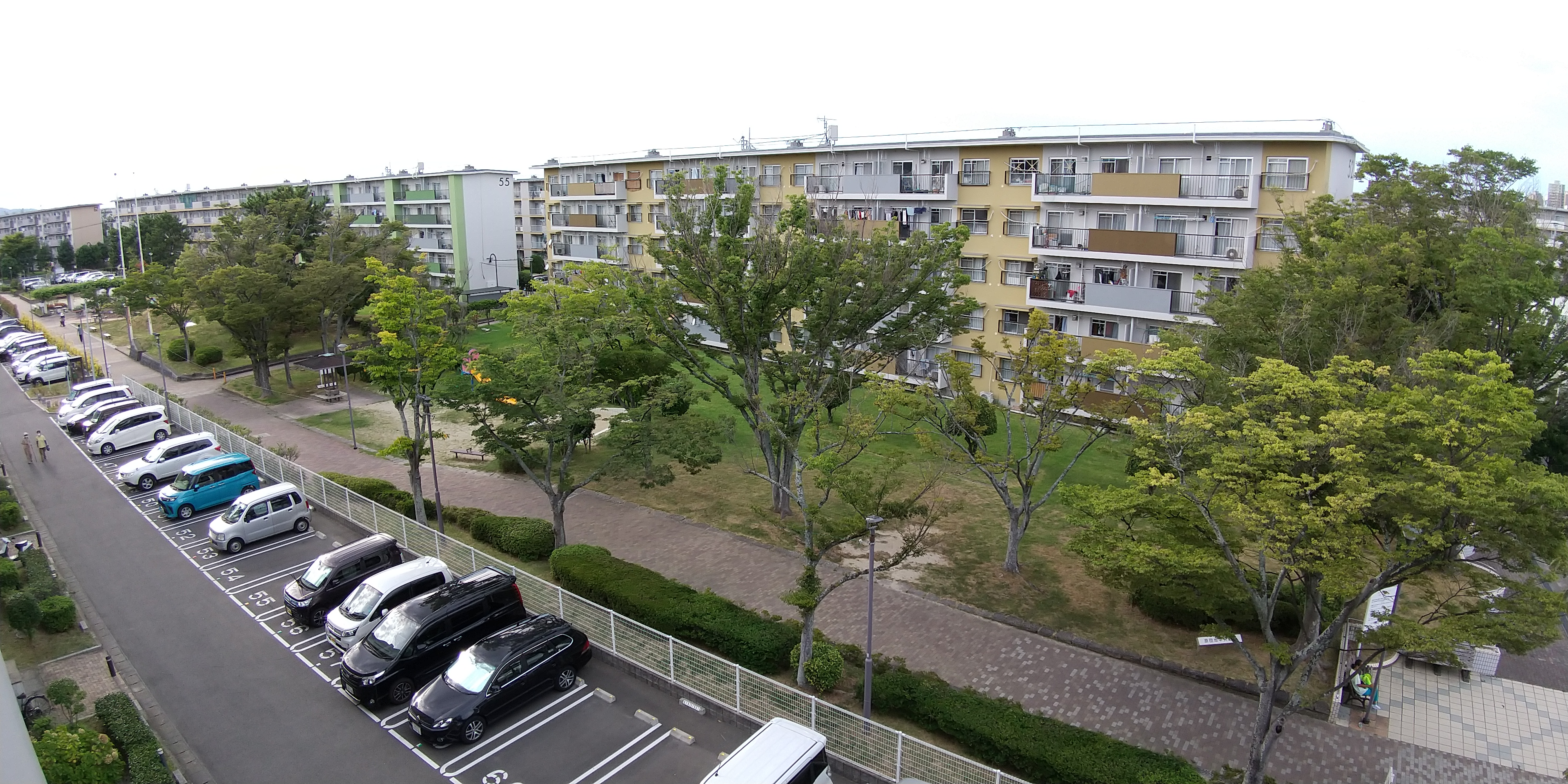
原団地中央通り（緑道）
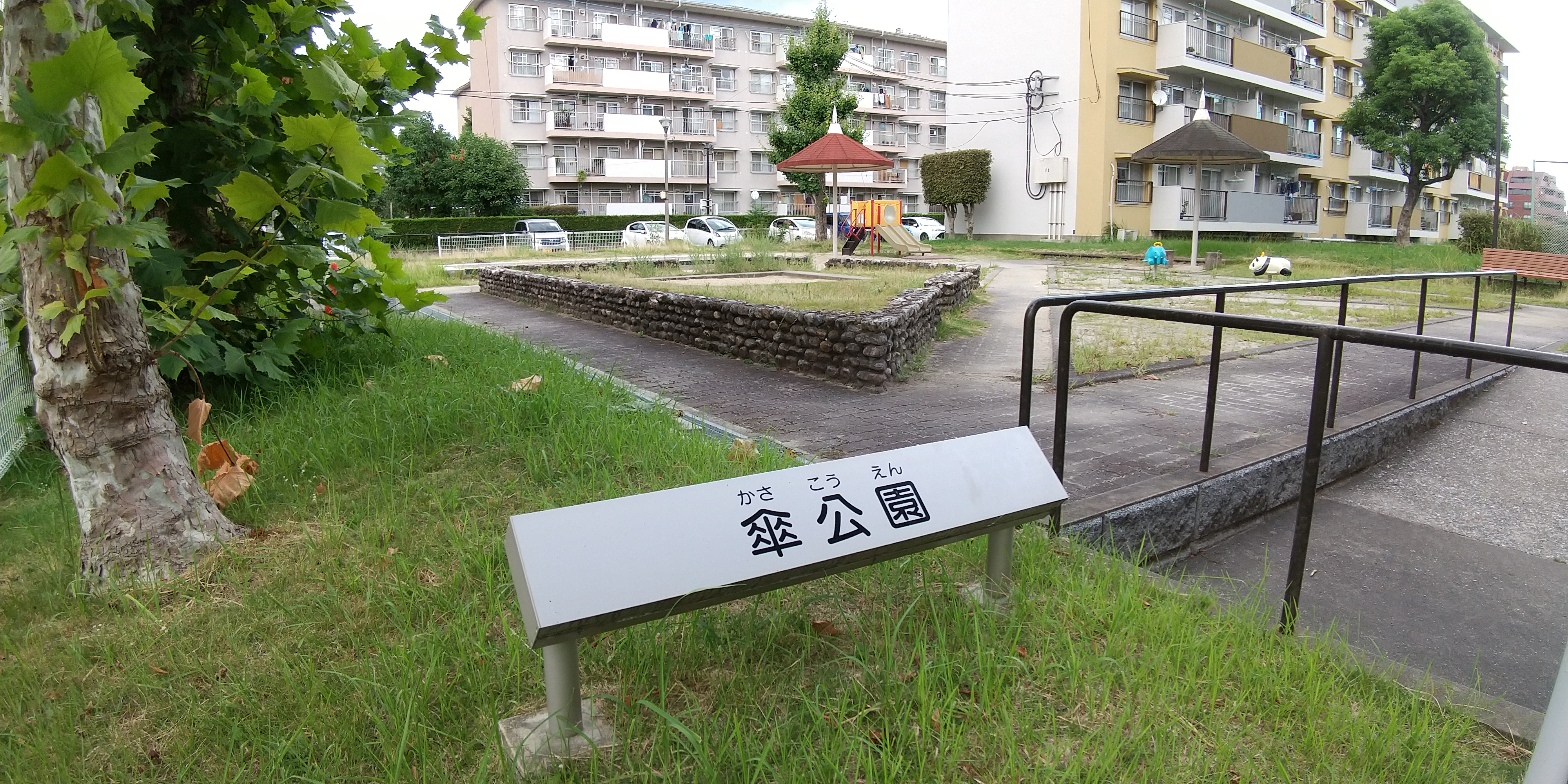
傘公園
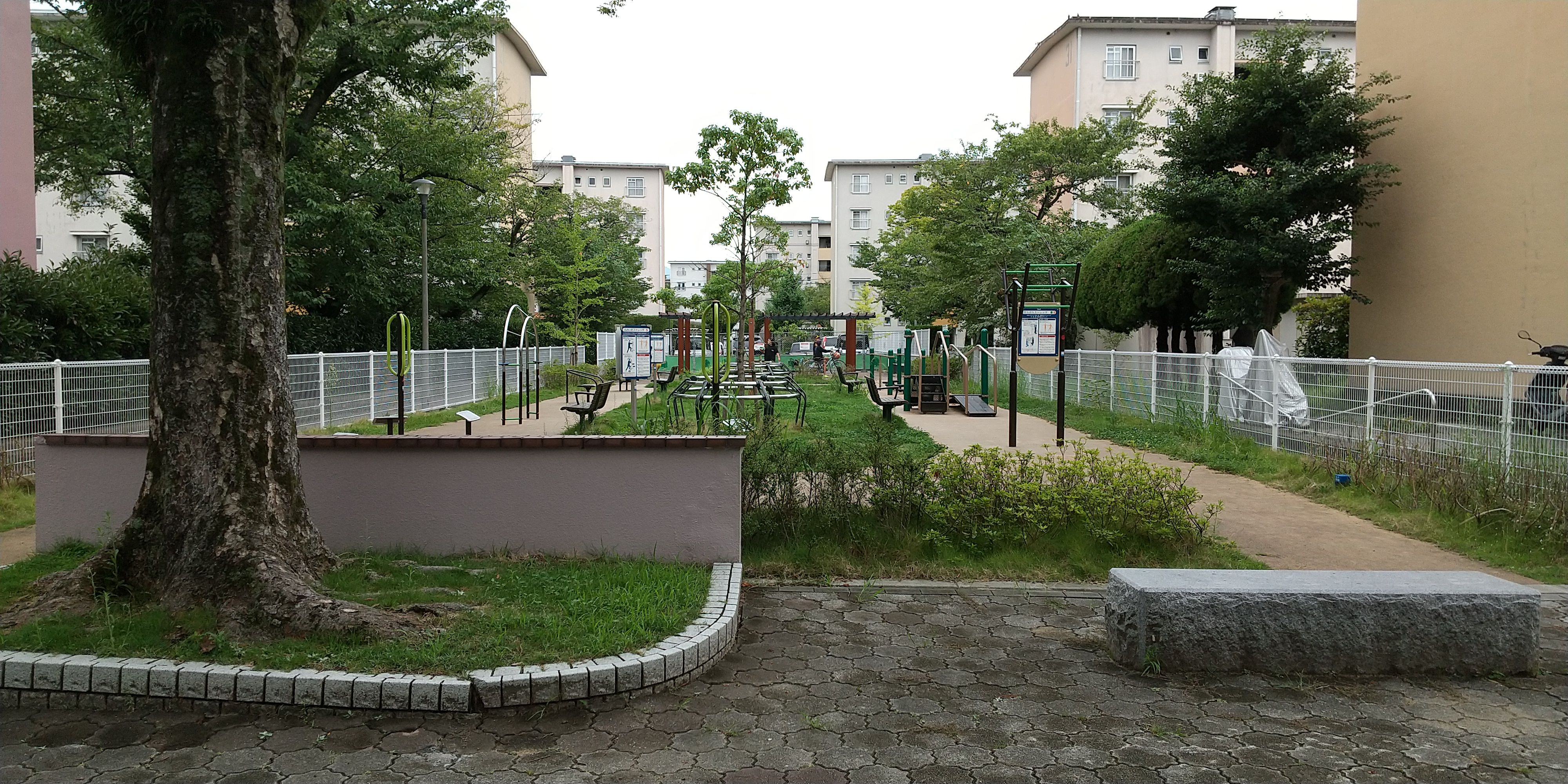
健康広場
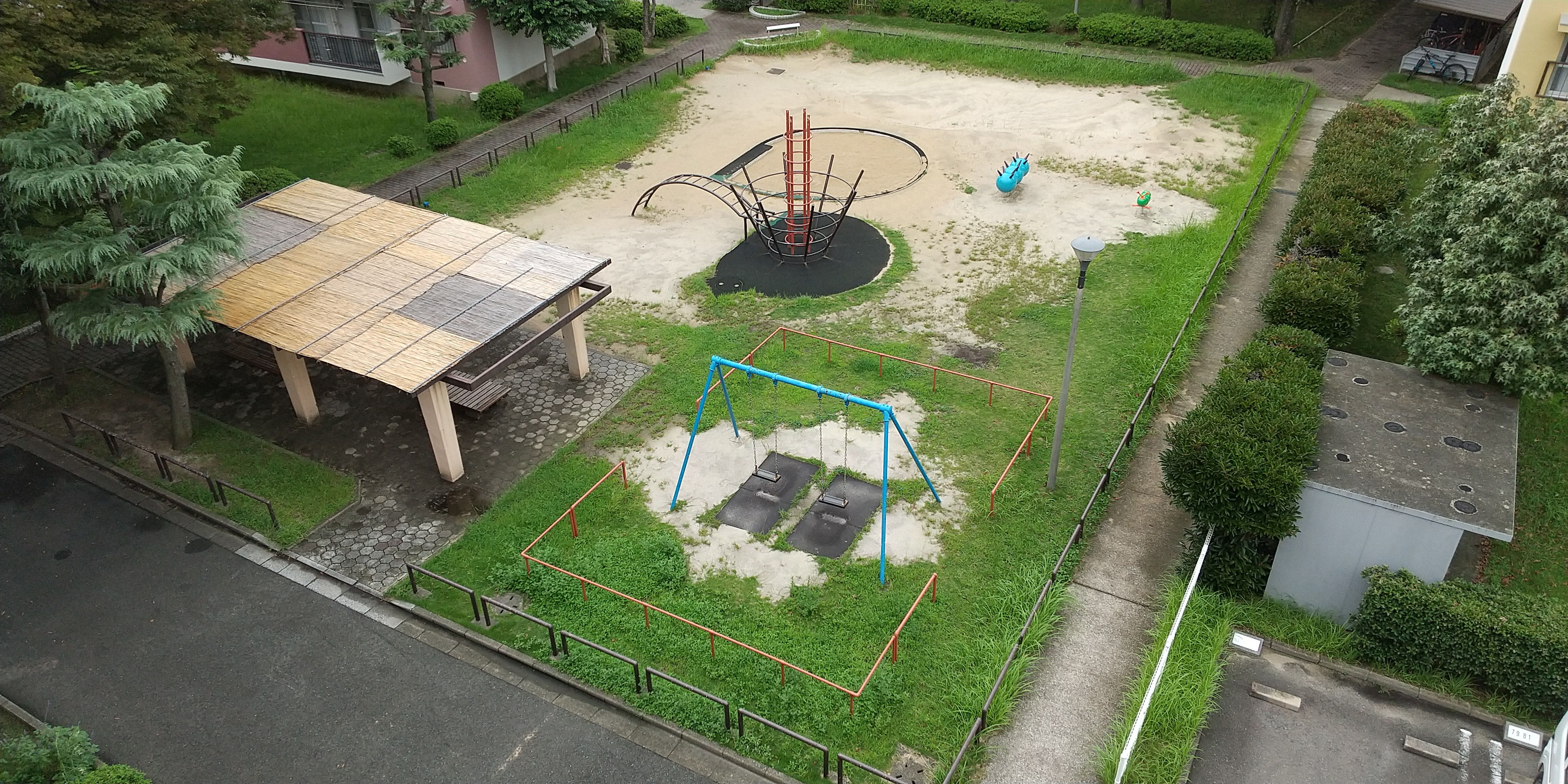
樹の公園
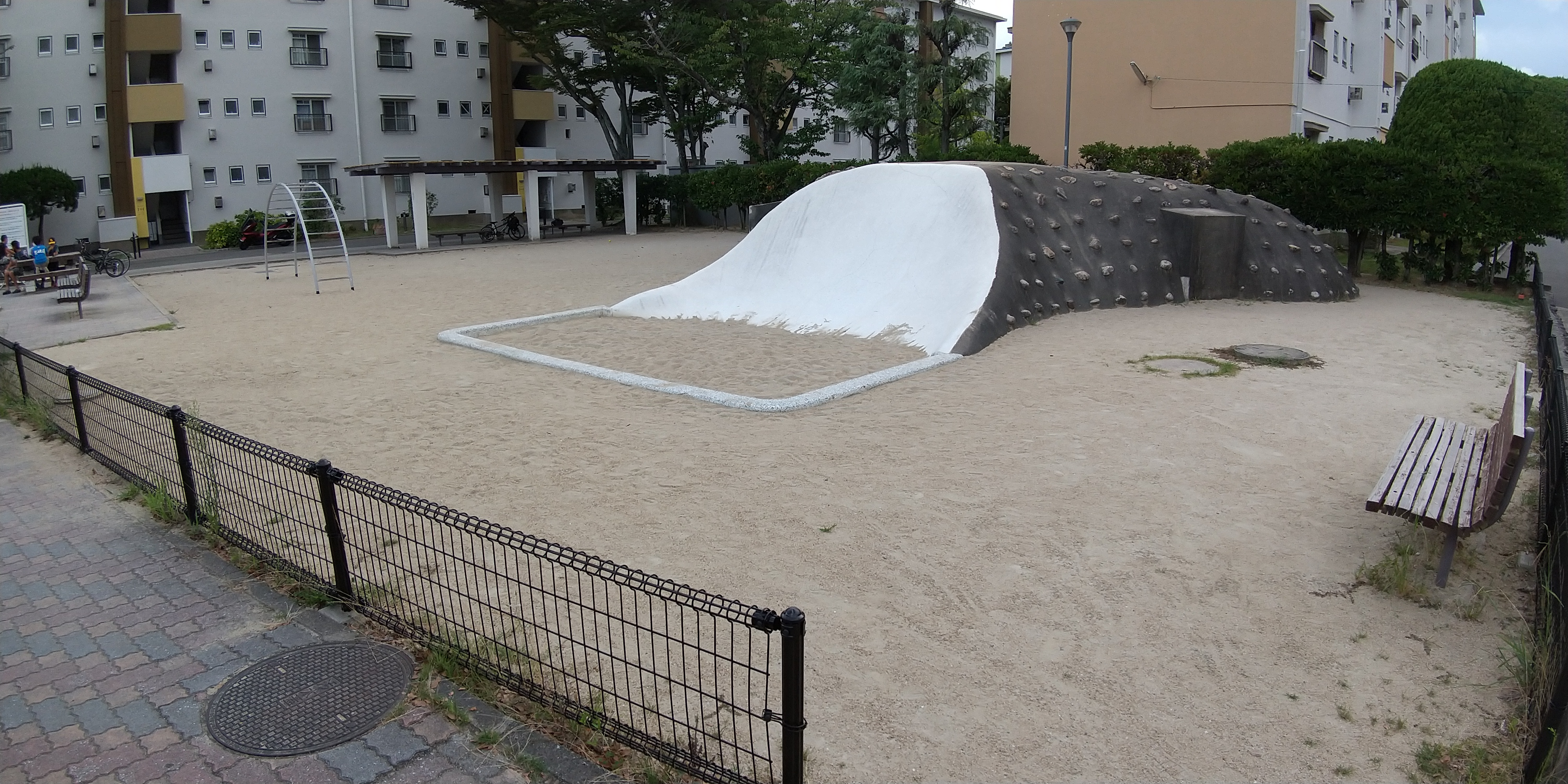
汽車公園
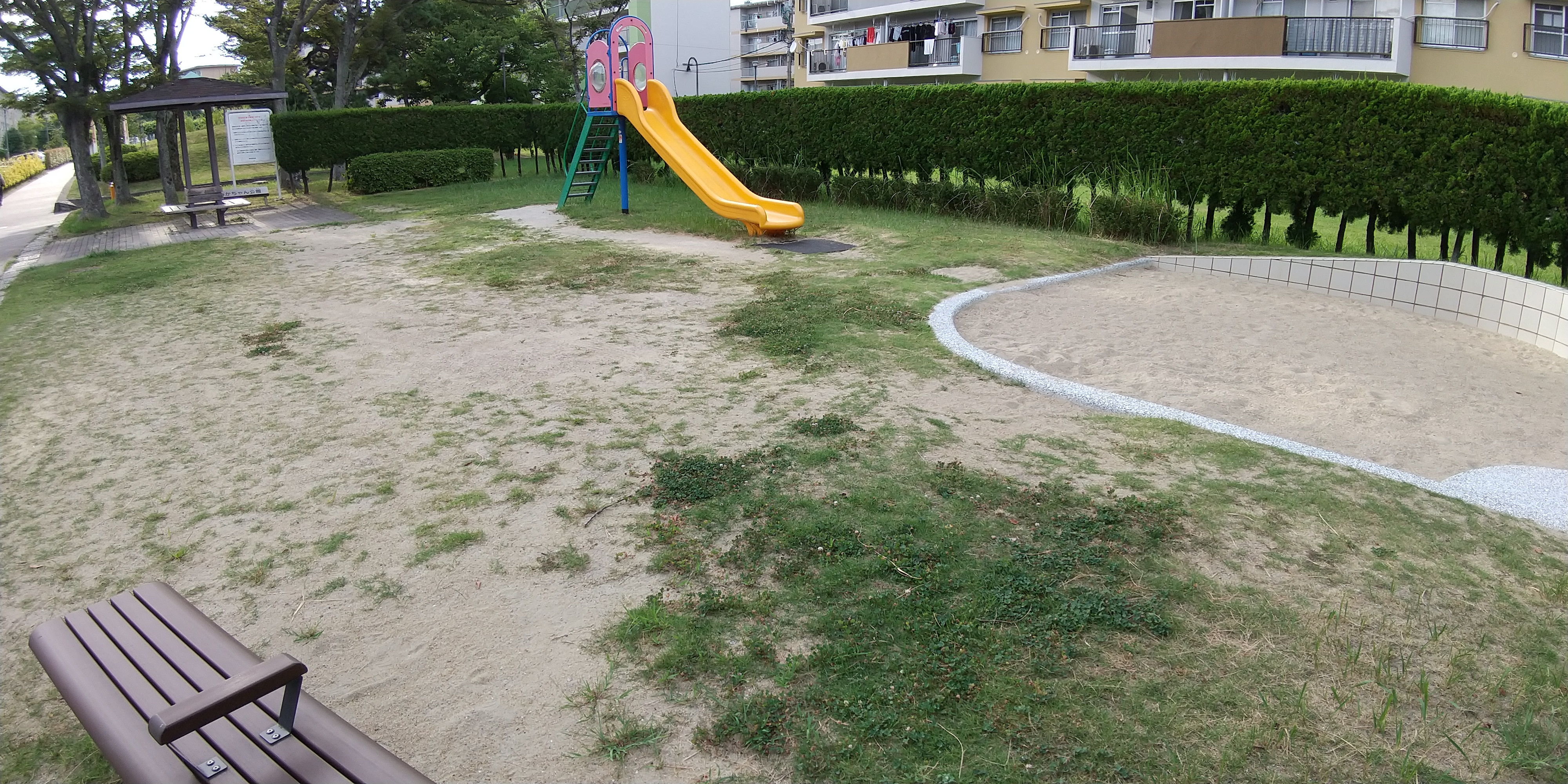
あかちゃん公園
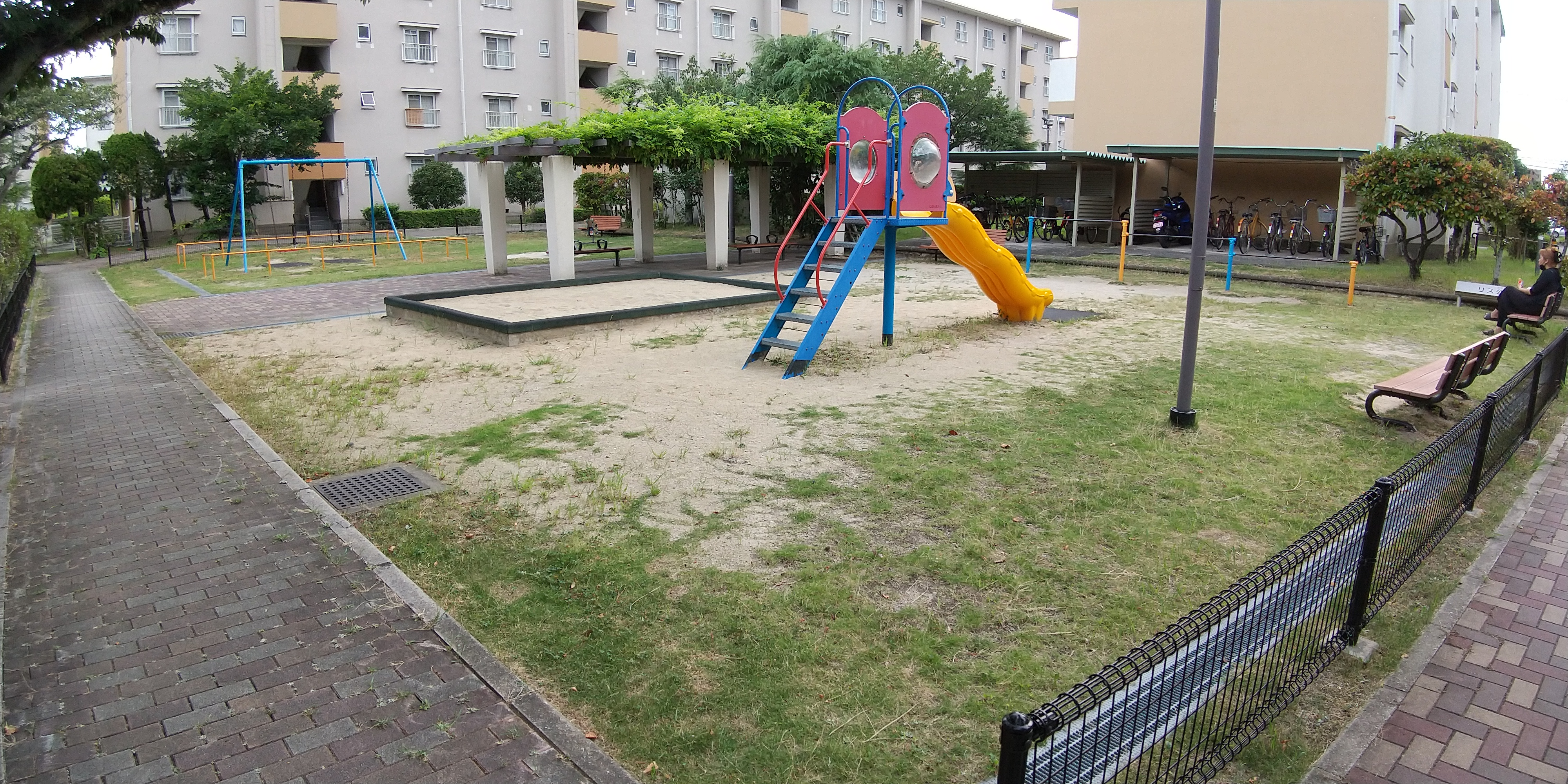
リス公園
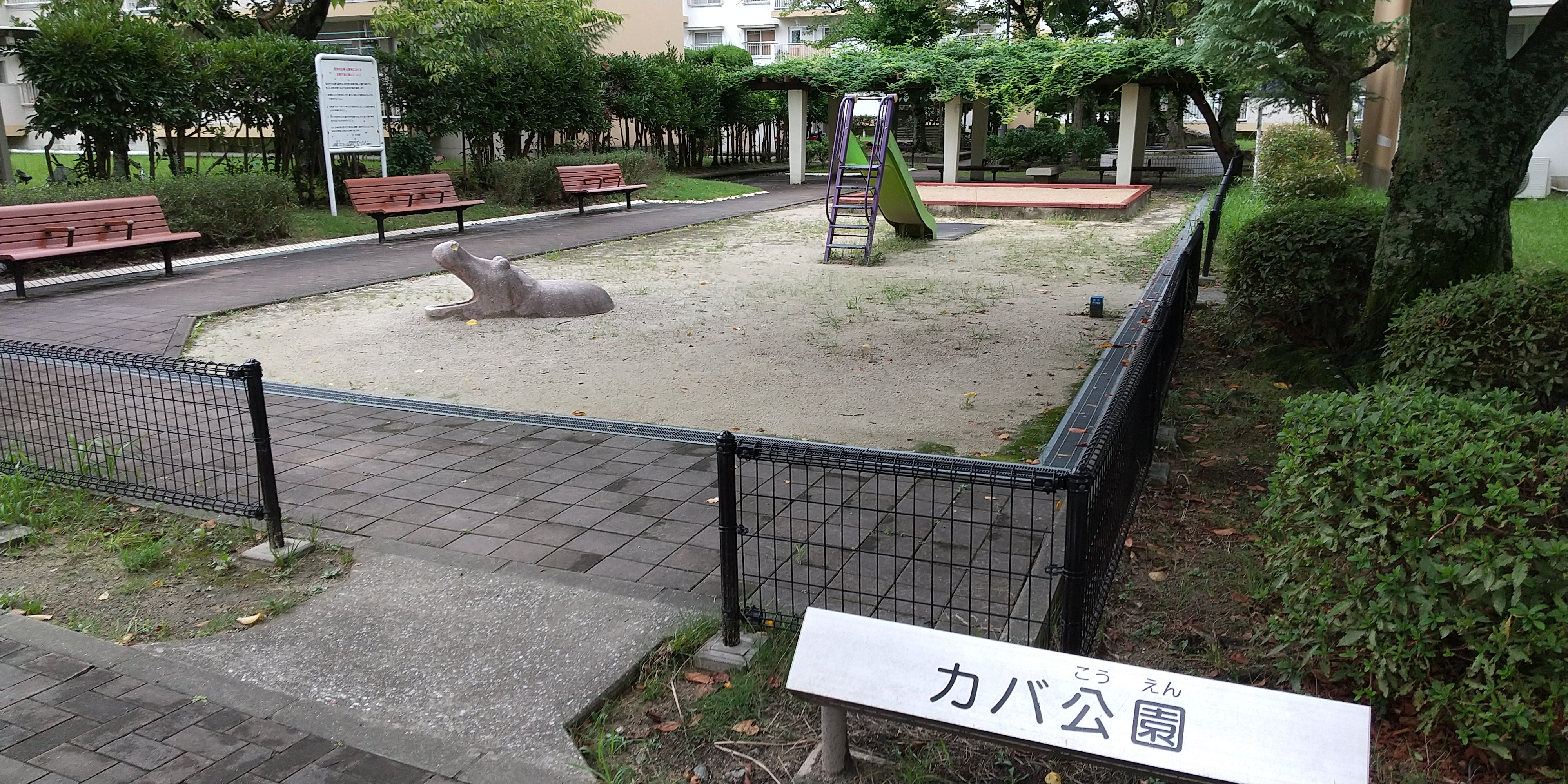
カバ公園
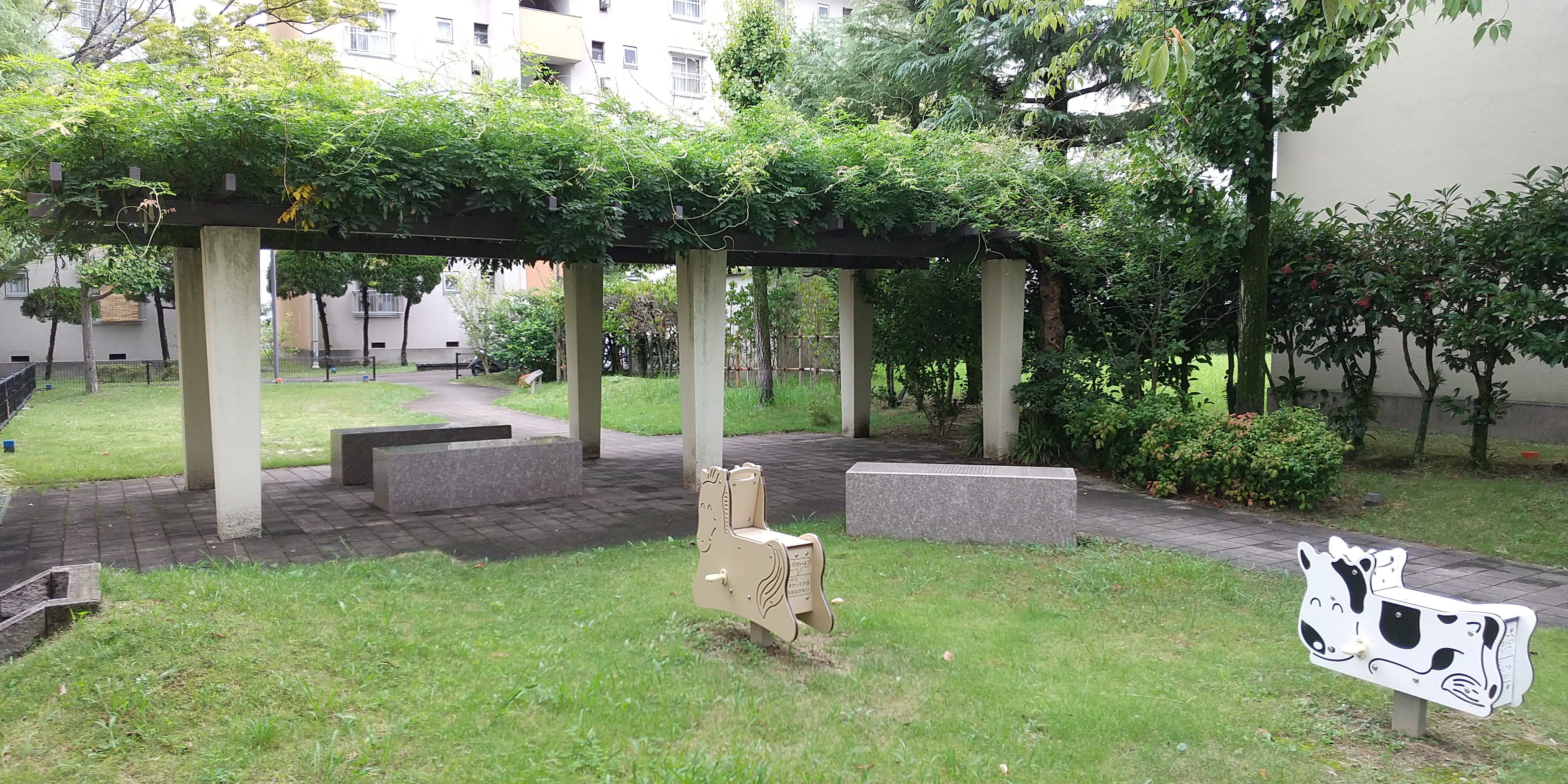
うま公園
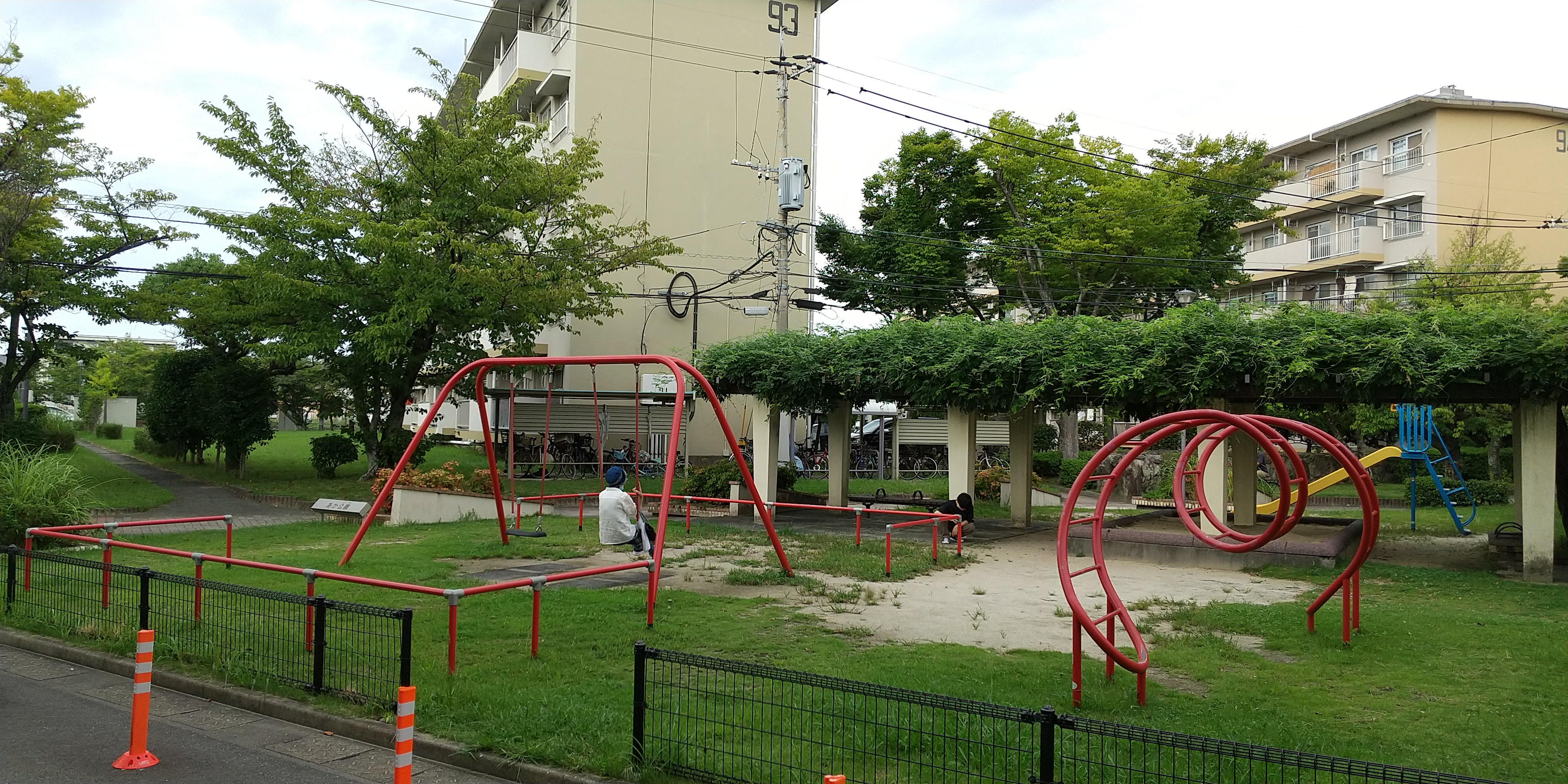
あか公園
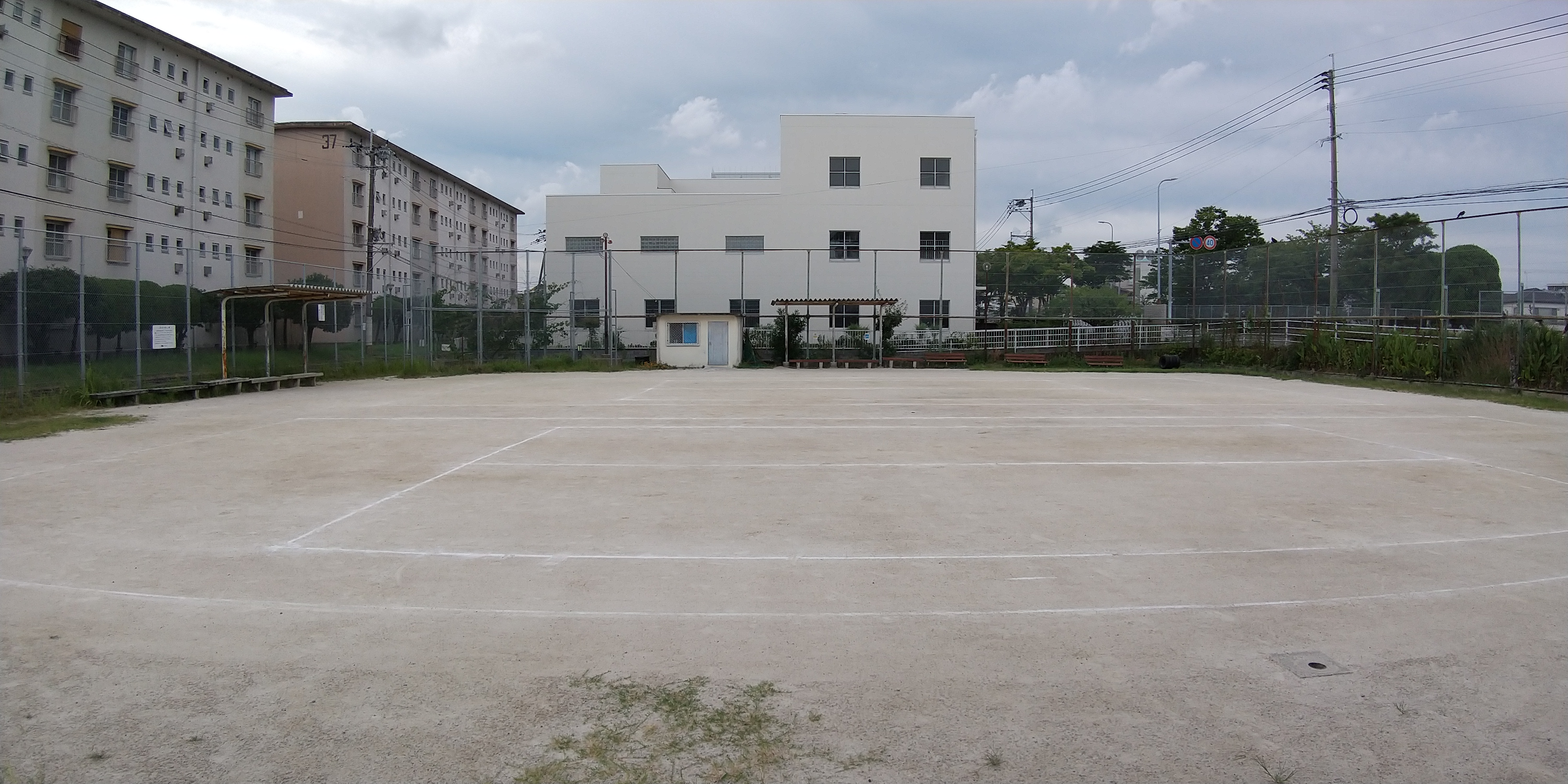
原団地グラウンド
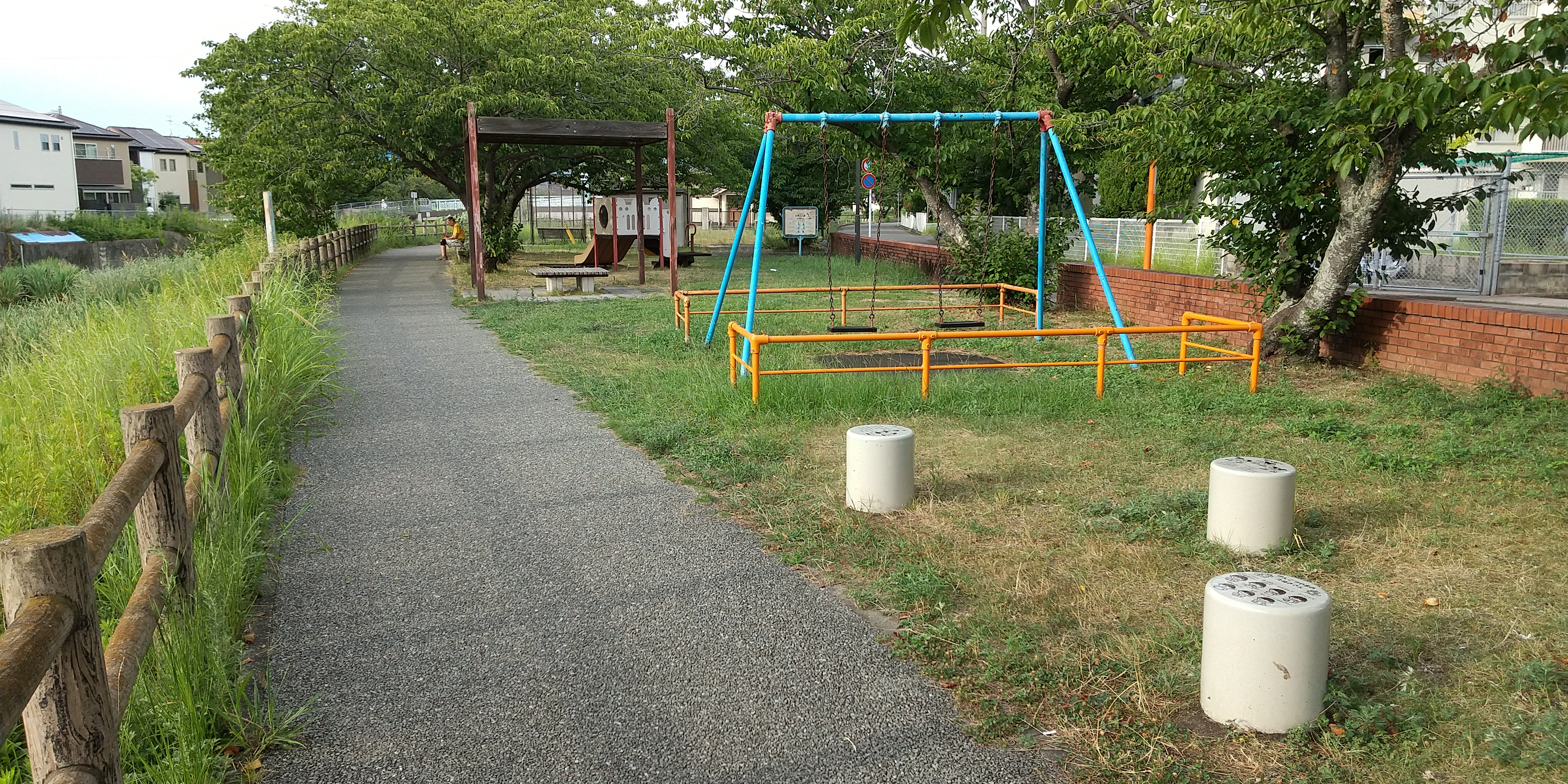
金屑川公園（原団地側）

### 学校
町内の学校は次の通り。

主な学校の写真
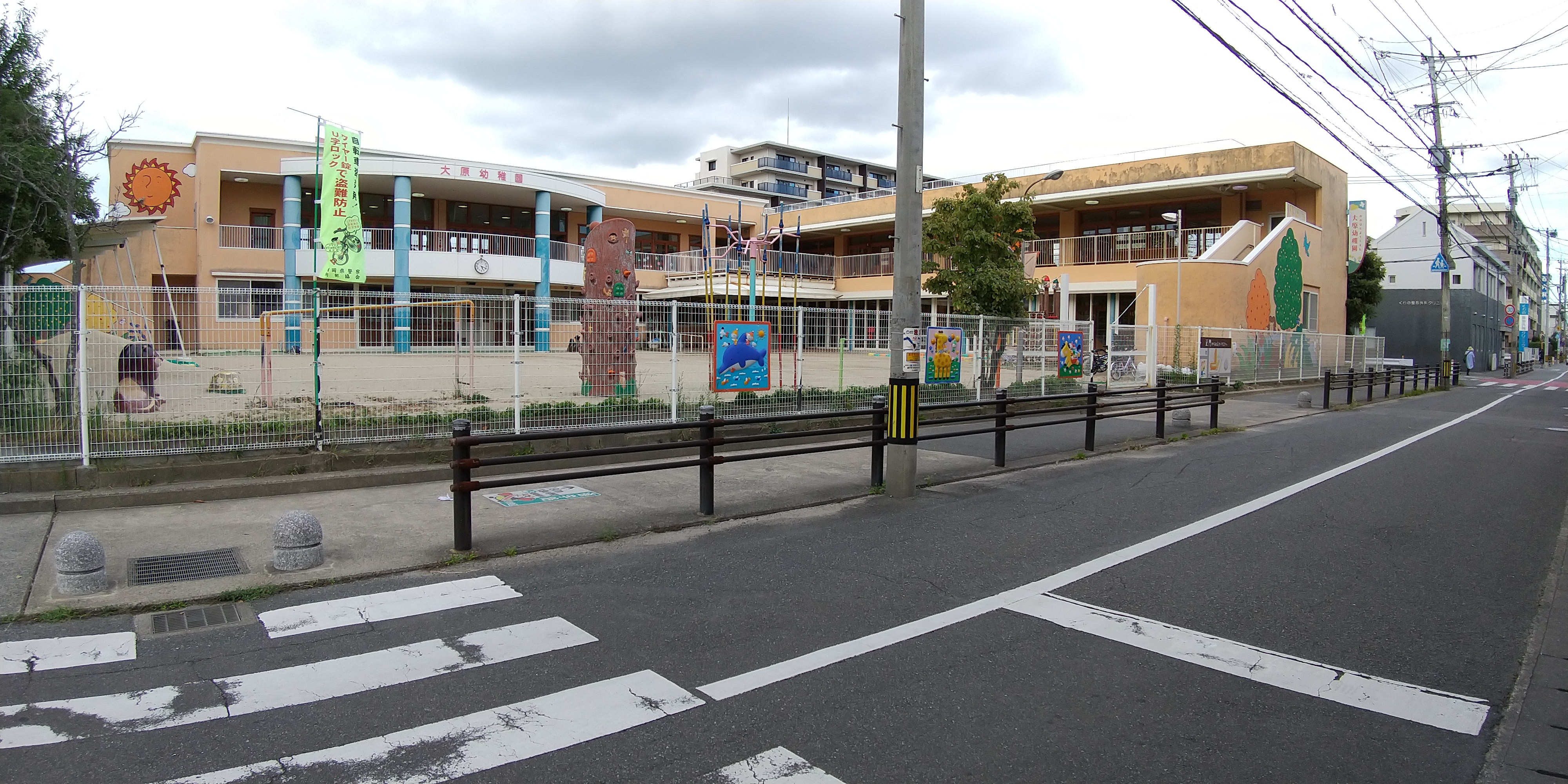
大原幼稚園[注釈 17]

町内に小・中学校は存在しないが、校区については、小学校区、中学校区についてそれぞれ次の学校の校区に属する。
- 小学校：福岡市立大原小学校[注釈 18]
- 中学校：福岡市立原中央中学校[注釈 19]

- 主な学校の写真
- 大原幼稚園

### 商業施設
原団地の整備時に計画的に配置された商業施設群が町内にあり、小規模な店舗のほかにスーパーマーケットもある。
- 「原団地商店街」[注釈 20]
- サニー原店[注釈 21]

また、原団地の南端で接する市道原683号線の南側（原四丁目）にも小規模な店舗が連なる。

主な商業施設の写真
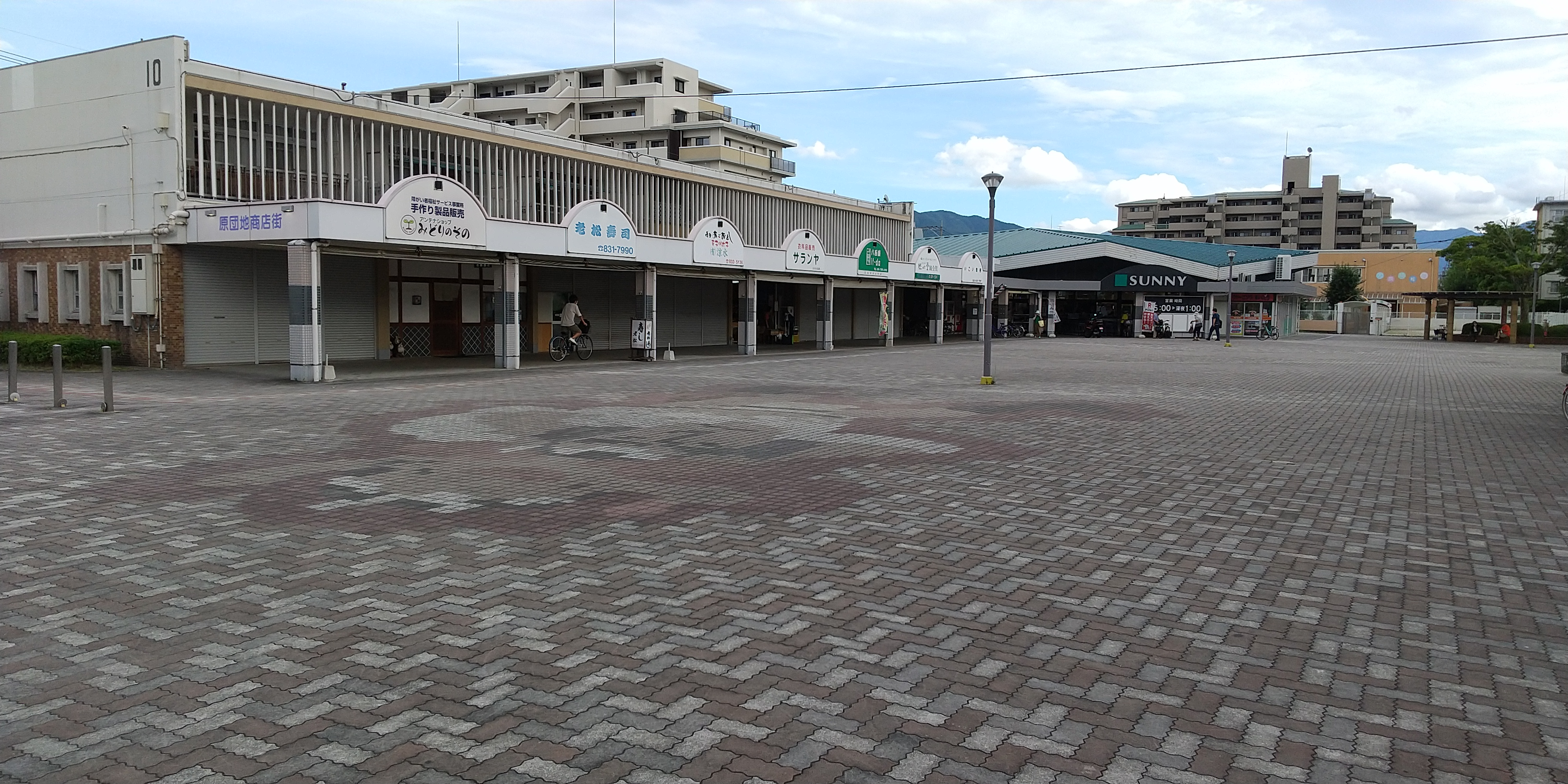
原団地商店街・サニー原店